# 오노레 드 발자크
오노레 드 발자크(프랑스어: Honoré de Balzac, 1799년 5월 20일 ~ 1850년 8월 18일)는 프랑스의 작가다. 투르에서 오노레 발자크(프랑스어: Honoré Balzac라는 이름으로  태어났다. 소설가, 극작가, 문예 비평가, 수필가, 언론인, 인쇄업자로 활동했다. 발자크는 1829년부터 1855년까지 출간된 90편이 넘는 소설들을 하나의 작품으로 묶은 작품인 《인간 희극》을 남겼다. 그는 《100편의 해학 이야기》를 비롯하여 청년 시절에 필명으로 쓴 소설들과 25편의 완성되지 못한 작품들 역시 창작한 바 있다.
발자크는 프랑스 소설의 대가로 알려져 있다. 그는 《미지의 걸작》과 같은 철학적인 소재를 다룬 소설, 《나귀 가죽》과 같은 판타지 소설 등 다양한 장르의 소설을 썼다. 그는 특히 《고리오 영감》이나 《외제니 그랑데》에서 볼 수 있는 사실주의 문체에 두각을 보였다.
발자크는 자신이 인간 희극의 서문에서 설명했듯이 뷔퐁이 동물의 종을 식별했던 것처럼 당대 사회의 부류들을 식별하고자 했다. 소설이 '철학적인 가치'에 도달할 수 있다고 말한 월터 스콧의 소설을 읽음으로써 그는 많은 역사가들에게 잊혀진 역사와 그 사회에 관하여 서술하고 민중의 실제 모습과 소설을 겨루며 상이한 사회 계층과 그 사회를 이루는 개개인을 탐구하고자 했다.
작가는 자본주의의 대두와 새 현실을 받아들이지 못한 귀족을 흡수한 부르주아지들을 묘사하고 있다. 숙명을 띤 존재에게서 인상을 받은 그는 자연이 창조한 것보다 더 많은 인물들을 창조해냈다 ”발자크가의 모든 것은 문까지도 천재적이다.” (보들레르)
정치에 관한 발자크의 견해는 일관되지 않은 애매한 면이 있다고 볼 수 있다. 왕당파로서 그는 7월 왕정에 대하여 강한 지지를 보이기도 했다. 하지만 그런 반면, 이전에는 자신을 자유주의자라 칭한 적이 있다. 발자크가 쓴 소설에서 노동자들은 주요 등장 인물로는 나오지 않았지만, 발자크는 1840~1848년도 당시 이런 노동자들을 지지했다. 보수주의 이념을 지지하던 그는 마르크스와 엥겔스가 인정한, 반면 어떤 면에 있어서는 무정부주의자와 반란자들이 관심을 보인 작품을 썼다.
문예 활동 이외에 그는 신문에 기사를 투고하고 훗날 파산하게 되는 두 개의 정기간행물을 성공적으로 편집했다. 작가의 고상한 사명을 확신하던, 사유에 의해 지배당하듯이 살았던 그는 저작권 보장을 위해 싸우고, 문인협회 설립에 이바지했다.
과로로 몸이 약해져 건강이 위태롭던 광적인 작업가였지만, 위험한 투자와 과소비로 인해 여러 거주지에서 가명을 쓰며 채권자들을 피해 살던 발자크. 그는 1850년, 그가 마음에 들어보이고자 17년간 노력한 한스카 공녀와의 결혼 전까지 많은 여성들과의 관계에 있었다. 그가 글을 써가며 번 돈은 부채를 갚기에 충분하지 않았다. 이로 인해 그는 항상 인쇄업 같은 사업을 마음에 두었다. 포르튀네 로(rue Fortunée)에 위치한 궁전에서 그는 엄청난 사치 속에서 엄청난 부채를 안고 사망했다.
전 유럽에서 인정받고 읽힌 발자크의 소설은 당대와 후대의 작가들에게 큰 영향을 끼쳤다. 귀스타브 플로베르는 소설 《감정교육》을 쓸 때 《골짜기의 백합》에서 영감을 받았다. 그뿐만이 아니라, 《보바리 부인》을 쓴 이는 쓸 때 《서른 살의 여인》에서 영감을 받았다. 광대한 양의 소설 속에서 변모하며 살아가는 등장인물들이 인간 희극 내 다른 작품에서도 등장한다는 점은 에밀 졸라와 마르셀 프루스트에게 큰 영감을 주기도 하였다. 이런 발자크의 작품들은 오늘날에도 여전히 출판되고 있다. 《계모》는 1906년 영화화되었다. 이후에도 발자크의 수많은 작품들은 영화와 드라마 등으로 각색되며 전 세계에서 새로이 만들어졌다.

## 생애

### 유년기

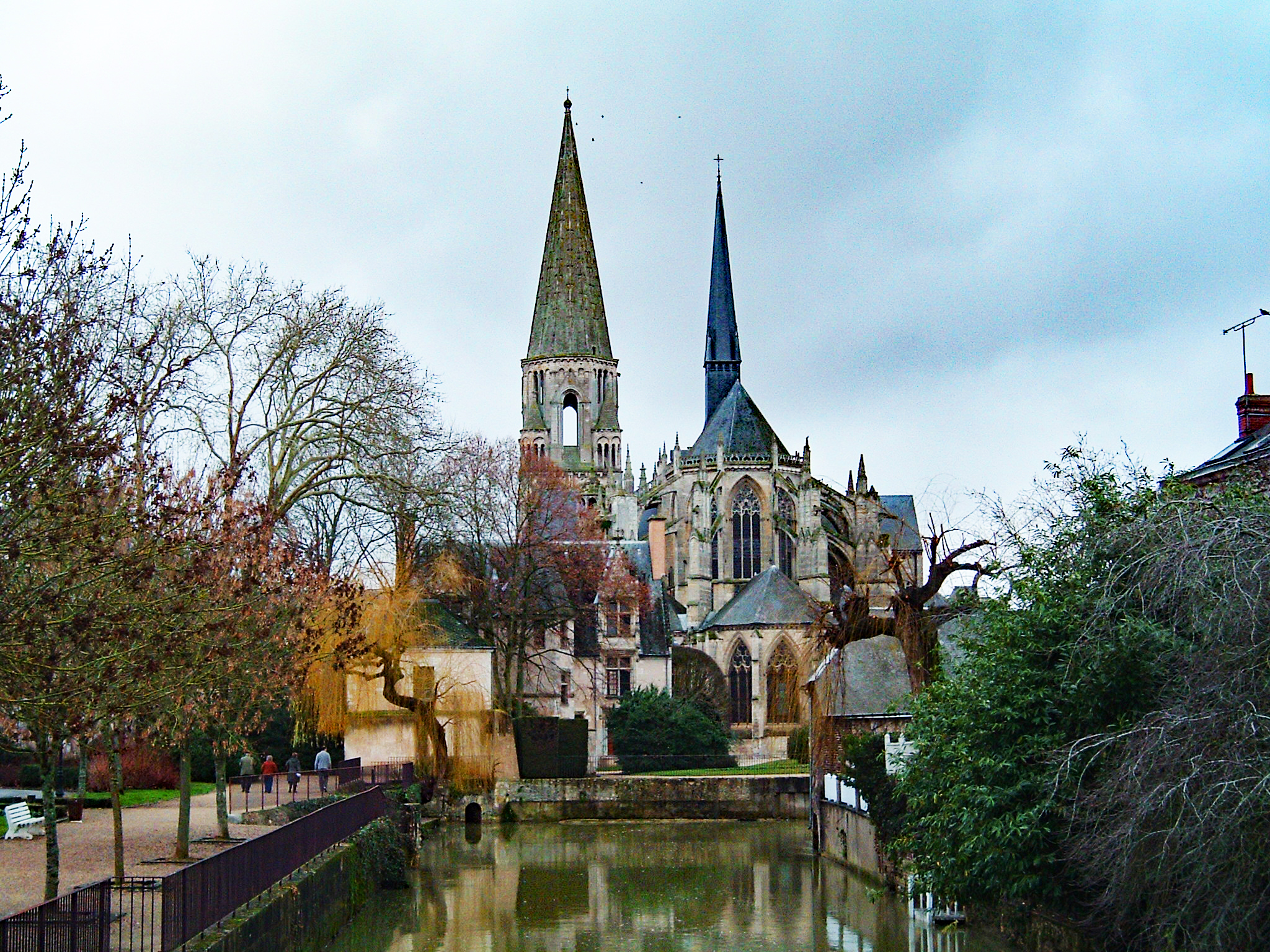
방돔 생마르탱의 트리니테 성당과 종탑

오노레 드 발자크는 국왕 자문회(Conseil du roi)의 비서, 투르의 식품 장관, 시장 보좌이자 구제원장이었던 베르나르 프랑수아 발사(Bernard-François Balssa)와 마레 구(Marais 區)의 장식끈 제조업 가문의 안 샤를로트 로르 살람비에(Anne-Charlotte-Laure Sallambier)의 아들이다. 베르나르 프랑수아 발사는 프랑스 혁명 전 1771년에서 1783년 사이의 파리에서 교섭하여 원래 성인 발사(Balssa)를 발자크(Balzac)로 바꾸었다. 베르나르 프랑수아는 아내보다 32살 연상이었는데, 1797년 결혼 당시 아내는 18살밖에 안된 나이였다. 그는 무신론자이며 볼테르주의자였으며, 아내는 일루미나티와 최면술에 관심을 보인 "사교계를 좋아하는 부도덕한 어머니"였다는 서술이 있다.
1799년 5월 20일에 태어난 오노레는 곧장 보모에게 맡겨졌고 1803년 초에야 집으로 돌아왔다. 유년기의 이 같은 일로 그는 마치 골짜기의 백합에서 작가의 "분신"으로 등장하는 주인공 펠릭스 드 방드네스(Félix de Vandenesse)처럼 어머니에게 버림받았다는 감정을 느꼈다.
오노레 드 발자크는 형제자매 네 명 가운데서 장남이었다. (오노레, 로르, 로랭스, 앙리) 오노레는 자신보다 16개월 늦게 태어난 누이 로르(Laure)를 가장 좋아했다. 둘 사이에는 결코 변치 않던 복잡하고 상호적인 애정이 있었다. 로르는 오노레를 여러 차례 도와주었는데, 오빠와 함께 책을 쓰기도 했으며 1858년에는 그의 전기를 저술했다.
1807년 7월 22일부터 1813년까지, 오노레는 방돔의 오라토리오 수도회 중학교에서 기숙했다. 6년동안 방학 때는 물론이고 한번도 집으로 돌아가지 않은 어린 발자크는 모든 장르의 책을 탐독했다. 독서는 그에게 있어 어떤 걸로도 만족시킬 수 없는 갈망의 한 종류 [...] 그의 눈은 일곱 여덟 줄을 한 번에 보았고 그의 정신은 자신의 정신같은 신속함을 지닌 의미를 이해했다. 하지만 그의 정신을 채워주고 상상력을 발달시킨 독서는 그에게 “생각의 충혈”에 의한 혼수 상태를 초래하는 결과를 주었다. 이 상황은 1813년 4월을 기점으로 더 악화되었는데, 학교는 그의 건강을 염려해 심각하게 야위어진 그를 가족 곁으로 돌려보냈다.
1814년 7월부터 11월까지 그는 콜레주 드 투르에 통학했다. 그의 아버지는 군 제 1사단의 식품 통솔로 임명되었고, 가족은 파리 마레 구 탕플 로(rue de Temple) 40번가로 이사를 갔다. 청소년 시절 그는 파리 튀렌 로(rue de Turenne)에 있는 레피트르(Lepître) 하숙집에서 기숙했고, 이후 1815년부터는 토리니 로(rue de Thorigny)의 강세 신부 학원 (l’institution de l’abbé Ganser)에서 기숙했다. 이 두 하숙의 학생들은 리세 샤를마뉴의 교육과정을 따랐는데, 그보다 성적이 훨씩 뛰어났던 쥘 미슐레가 여기서의 동창이었다.
1816년 11월 4일, 젊은 발자크는 법학과에 지원했다. 그러면서 개인 교습을 들으며 소르본에서 강의를 들었다. 발자크는 자연사 박물관을 자주 갔었고 그곳에서 퀴비에와 조프루아 생일레르의 학설에 관심을 가졌다. 이론과 실천은 땔 수 없다고 주장한 아버지로 인해 오노레는 공부를 하면서도, 문학에 관해 취미를 보인 교양있는 사람이자 가족과 친한 사이였던 장바티스트 기요에메르빌 (Jean-Baptiste Guillonnet-Merville) 변호사네 집에서 일해야 했다. 쥘 자냉(Jules Janin)이 이미 사환으로 있던 그곳에서 발자크는 공증인 사무소 서기의 전문 일을 견습했다. 그는 이 경험을 통해 《샤베르 대령》에서 변호사 견습 생활 속 소란스런 분위기를 창작해내며, 《인생 초년기》의 스승 데르빌과 오스카 위송같은 인물을 만들어내게 된다. 동시에 발자크는 그의 형이상학적 사유의 상징이자 이 세상을 알고자 하는 욕망으로 많은 철학서들을 탐독하고 요약하고 비교했다. 발자크는 1819년 1월 4일 법학과 1차 졸업 시험을 성공리에 합격했으나 2차 졸업 시험은 응시하지 않고 자격증 역시 따지 않는다.

### 신인 작가

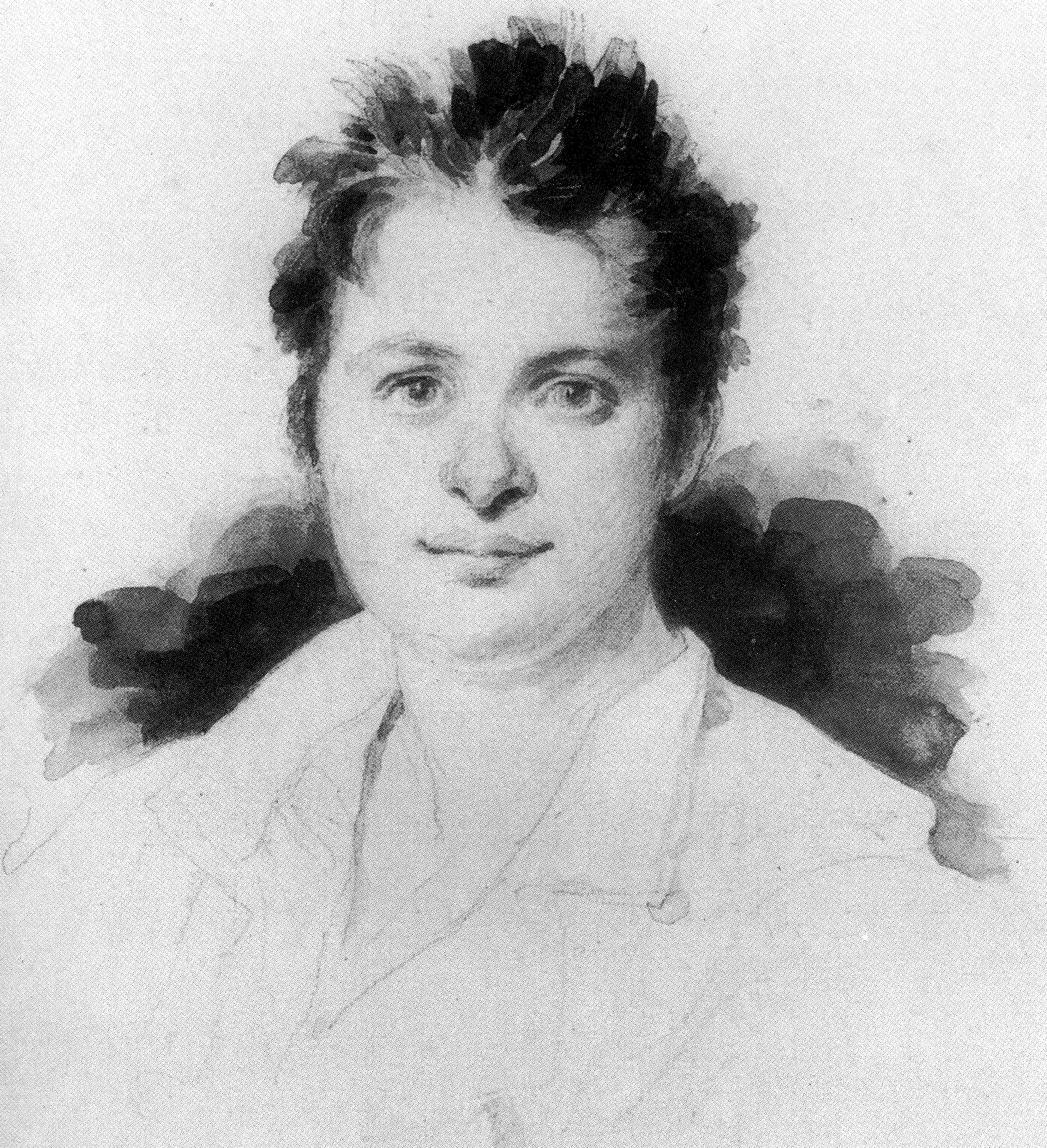
1825년경의 오노레 드 발자크 초상화, 아쉴 드베리아 작

발자크의 아버지는 73세로 은퇴를 앞두고 있었는데, 이 당시 가족은 더 이상 파리에서 살아갈 재력이 부족해서 빌파리시로 이사를 갔다. 젊은 발자크는 파리를 떠나기 싫어했고, 문학에 몸을 바치겠다고 말했다. 1819년 8월 부모는 아들로 하여금 레디기에르 로(rue de Lesdiguières) 9번지 다락방에 살게끔 해주었으며, 글을 쓸 수 있도록 2년동안 풀어주었다. 발자크는 이 시기 그의 인생을 《잃어버린 환상》에서 회상한다.
발자크는 <정신의 불멸에 관한 논문>을 계획하며 말브랑슈, 데카르트를 읽으며 스피노자를 라틴어에서 프랑스어로 번역하기 시작했다. 이와 동시에 그는 본격적으로 문학에 뛰어들어 셰익스피어 희곡의 등장 인물들에게서 영감을 얻으며, 알렉상드랭 시형 1,906행의 비극 《크롬웰》(1820)을 집필했다. 그가 인척들에게 이 작품을 보여주었는데, 반응은 실망적이었다. 학자 프랑수아 앙드리외는 상담을 하며 그가 작가의 길을 계속 가는 것에 대해 낙담시켰다.
이 젊은이는 1820년 4월 출간되어 프랑스에서 크게 성공한 월터 스콧의 《아이반호》 번역본으로부터 영감을 얻고 역사소설 집필을 향해 나아갔다.
《사보나티 주교의 작품》Œuvres de l'abbé Savonati이란 작품에서 그는 카노사 시대의 이탈리아에서 일어난 사건으로 [...] 가상인물인 사보나티 주교에게 헌사되었고, 초등교사 마트리캉트 씨가 이탈리아어로부터 번역했다고 늘어놓으며, 《아가티스》Agathise (전체 소실되었음)와 《팔튀른》Falthurne라는 두 편의 글을 모았다.
다른 작품 코르시노에서 그는 스코틀랜드 성에서 이탈리아인을 만나 형이상학에 관해 논의하는 네오로Nehoro(오노레Honoré의 아나그램)라는 젊은 프로방스인을 상상한다. 이 습작들은 머지 않아 버려졌고 그의 생전 출판되지 않았다.
그가 《신 엘로이즈》의 영향을 받으며 1819년 초안을 구상한 서간체 소설 《스테니 혹은 철학적 오류》(Sténie ou les Erreurs philosophiques)역시 비슷한 처지에 놓인다.
1821년 발자크는 그 스스로 “작은 상업문학 일”이라고 칭한 것을 출판하고자 에티엔 아라고Étienne Arago와 르프와트뱅Lepoitevin과 협력했다. 스스로 “문학의 조악품”이라 칭한 작품이 자신의 평판을 떨어뜨릴까 염려한 그는 룬 경 (Lord R’hoone) (오노레의 다른 아나그램)이라는 필명으로 출판했다. 이 시기의 작품에는 《L'Héritière de Birague》, 《Clotilde de Lusignan》, 《Le Vicaire des Ardennes》 (출간 금지 당했지만 이 시기 그가 상업적으로 실패하지 않은 유일한 소설이다.)와 《장루이》Jean-Louis가 있다.
1822년 그는 앞서 언급된 필명을 버리고 오라스 드 생토뱅 (Horace de Saint-Aubin)으로 바꿨다. 이 이름은 그가 Le Centenaire ou les Deux Beringheld와 Le Vicaire des Ardennes에서 작가명으로 사용한 이름이다. 이 중 후자는 왕이 비난을 했고 출고을 금지당했다. 1823년 그는 《아네트와 범죄자》 (Annette et le Criminel)와 La Dernière Fée ou La Nouvelle Lampe merveilleuse를 출간하나, 서기가 쓴 보드빌*(경가극, 가벼운 희극)과 모트랭 소설의 질 나쁜 모방작인 이 책은 “끔찍했다”.

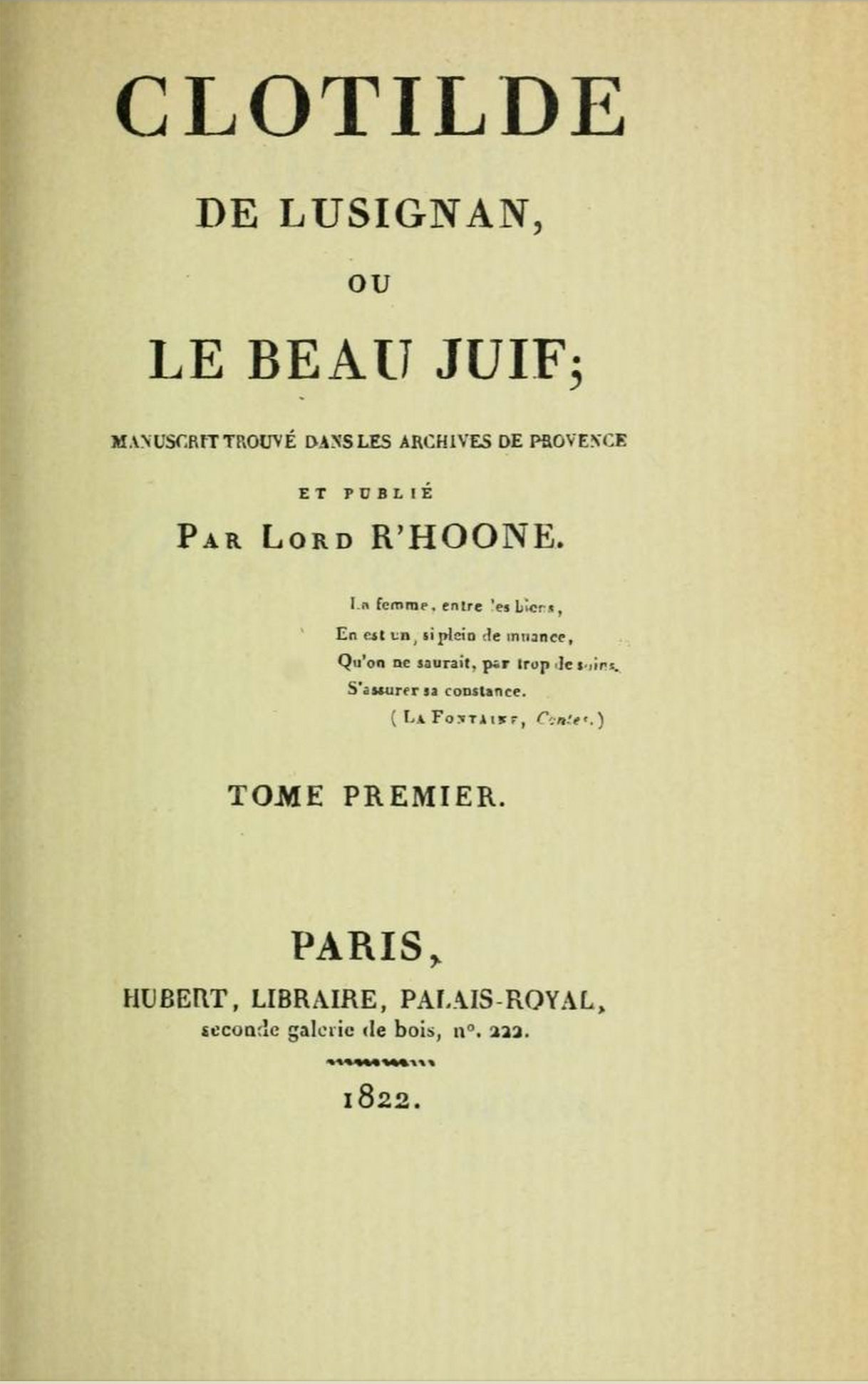
발자크, Clotilde de Lusignan (1822).

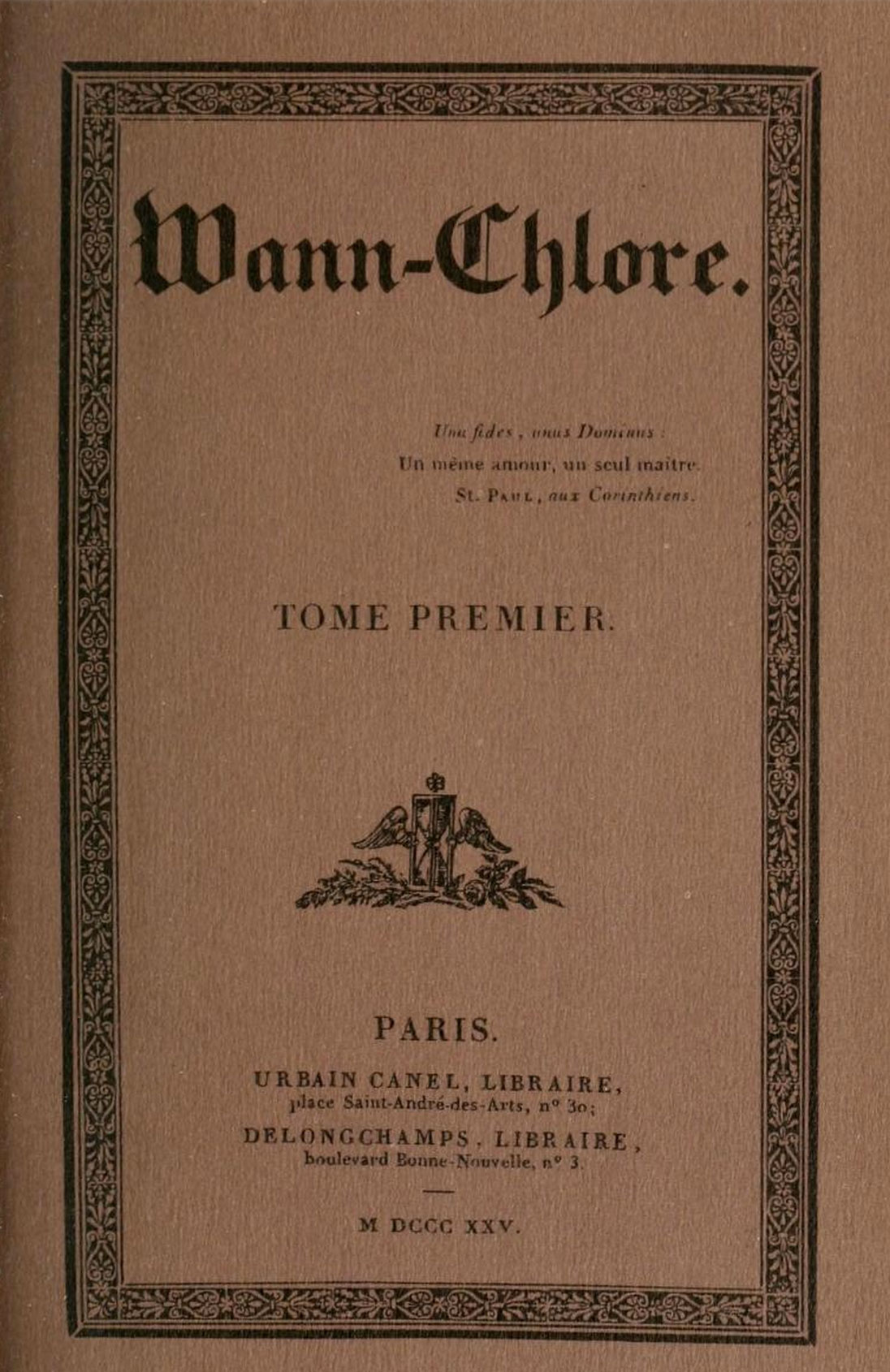
Wann-Chlore의 표지 (1825).

그는 1824년 11월 7일 폐간될 문예지에 참여했으며 대중의 요구에 맞는 실용적인 다양한 작품들을 집필한다. 《옷치장의 규범》(Code de la toilette) (1824) 이후로 그는 냉소적으로, 사회 전체의 상황이 도둑질에 기초해있으며 정직한 이들은 그들 스스로 변호사, 소송 대리인, 공증인들의 속임수에 대해 자기 스스로를 지켜야 하는 입장에 놓여있다고 단언한, 《정직한 이들의 규범》을 출간한다. 그는 <기도에 관한 논문>의 작업을 하며 《예수회의 불완전한 역사》(Historie impartiale des Jésuites) (1824)를 출간한다. 그는 필명으로, 되풀이되는 주제의 Le Droit d’aînesse (1824)를 집필하기도 했다. 이 익명의 브로셔를 손에 쥐던 구 체제의 지지자이자 논박을 감행하던 그의 아버지는 자기 아들인지도 모른 채 “가명 뒤의 작가”에 대해 분개했다.
1824년이 끝나가며, 지적이고 도덕적인 깊은 충돌의 희생양이 된 발자크는 상업문학을 그만 두고, Wann-Chlore의 발문에 삽입한 Jane la Pâle라는 오라스 드 생토뱅의 유작을 집필한다. 그는 훗날 이 소설의 간략한 줄거리를 비웃으며 이 시기 소설에서 보인 문체를 포기했고, <지방의 뮤즈》(La Muse du département)의 긴 구절에서 그 문체와 줄거리를 우습게 흉내낸다. 이후 그는 1837년에야 출판될, 한 외국인이 이뤄낸 변화에 관한 소설 《파문자》(L'Excommunié)의 집필을 시작한다. 이 작품은 간결한 문학과의 단절을 이뤄내며, 역사 소설 연작의 첫 걸음이 된다. 역사에 푹 빠진 발자크는 예컨데 훗날 《카트린 드 메디치>를 쓴 것처럼, 소설 형식으로 프랑스사를 저술하려는 생각을 갖는다. 그는 자신의 재능을 헛되히 쓰고있단 것을 현저하게 의식하면서도, 어두운 멜로드라마, 《흑인》 (Le Nègre)라는 극을 쓰려고도 노력했고, 끝내 완성하지 못한 《푀도라》 (Fœdora)라는 운문 시를 쓸 계획을 세우려고도 했다.
1822년부터 1827년까지 그가 미숙함에 이를 갈며 출판한 젊은 시절 작품들은, 앙드레 모루아에 의하면, 훗날의 소설들의 싹을 틔우고 있었다. "그는 마지못해 천재가 될 것이다." 하지만, 발자크는 자신의 젊은 시절 작품들을 인정하지 않았고, 1837년 벨루아 후작과 그라몽 백작같은 협력자들의 도움으로 몇몇 작품들을 보충할 수 있었던 오라스 드 생토뱅 전집이란 이름으로 재출간될 때까지 자신의 전집 출판을 금지했다. 발자크는 그의 필명과의 연을 끊고 그 흔적을 지우고자, 쥘 상도에게 오라스 드 생토뱅의 생애와 불운이란 제목의 작품의 저술을 부탁했다.
자신이 경멸하던 먹고 살고자 쓰는 문학으로 돈을 벌었다는 것에 실망한 그는, 출판업자-편집자가 되기로 결정한다. 1825년 4월 19일 그는 몰리에르와 라 퐁텐의 삽화 삽입본을 출판하기 위해, 위르뱅 카넬(Urbain Canel)과 오귀스탱 드롱샹(Augustin Delongchamps)과 협력한다. 또한 그는 구舊 질레&피스 주조소 (fonderie Gillé & Fils)의 장비들을 얻어 인쇄소를 설립한다. 그렇지만 그가 팔고자 한 서적들은 팔리지 않은데다 파산이 그를 위협했다. 1826년 5월 1일, 협력자들에게서 풀려난 발자크는 엄청난 부채를 안고 있었다. 납틀을 주조하는 대신, 그는 위계적 합병을 추진하는 것에서 반대로 1827년 8월 15일 식자공 앙드레 바르비에(André Barbier)와 활자를 만들기로 결정한다. 이 일 역시 재정적 실패를 안겨줬다. 1827년 4월 16일 그는 출처에 따라 당대 53,619 프랑에서 60,000프랑에 달하는 부채에 주저앉았다.

### 첫 성공
1829년 12월 출간된 《결혼의 생리학》은 수많은 정보가 담긴 책 속 인물들을 알아본 여성들의 마음을 사로잡았다 이 책은 그의 첫 성공이었다. 사생활 풍경과 《나귀가죽》같은 소설들이 그 뒤를 따랐다. 이 성공은 그의 숭배자들 특히 에벨리나 한스카로부터 그에게 수많은 편지들을 가져다줬다. 그는 이 영광의 성공을 지속해 나갔다.

### 새로운 형식의 소설을 향해

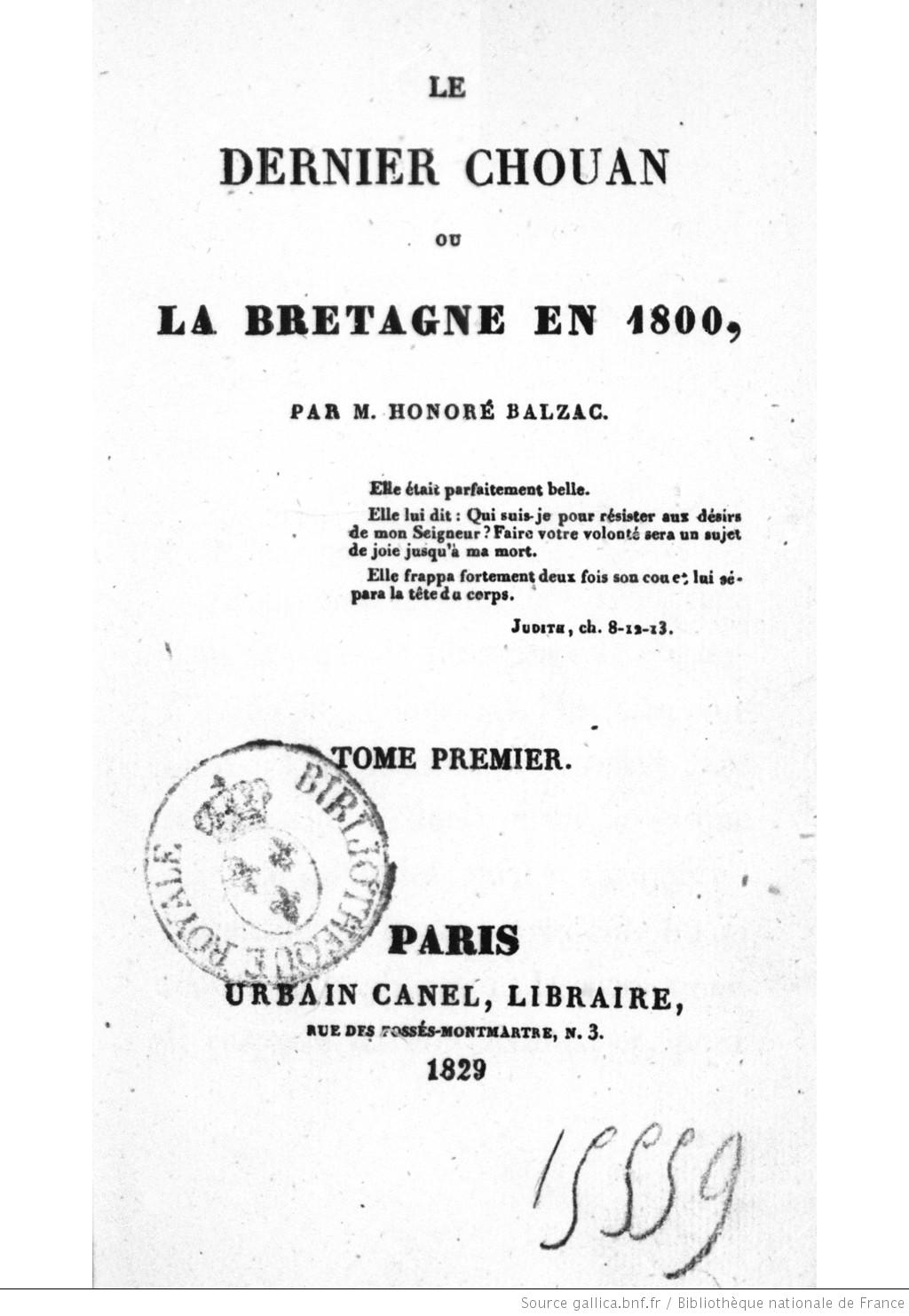
《올빼미당》 초판 표지, 1829년 (출처 :).

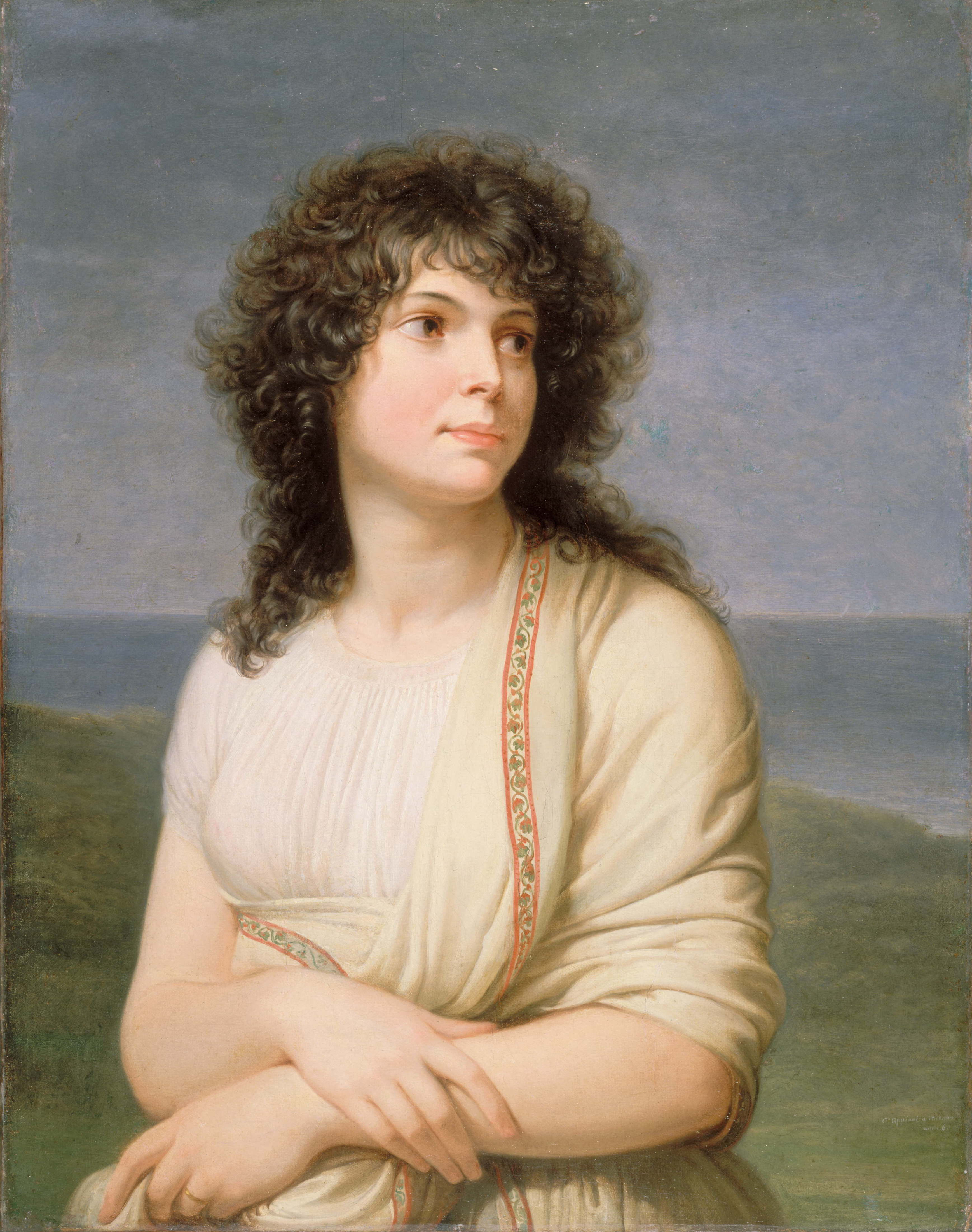
포르튀네 아믈랭, 발자크와 살롱에서 자주 만난 멋쟁이 여인*Merveilleuse;18-19세기 기발한 옷차림으로 사람들을 놀라게 한 여자란 뜻. 안드레아 아피아니 작. (1798)

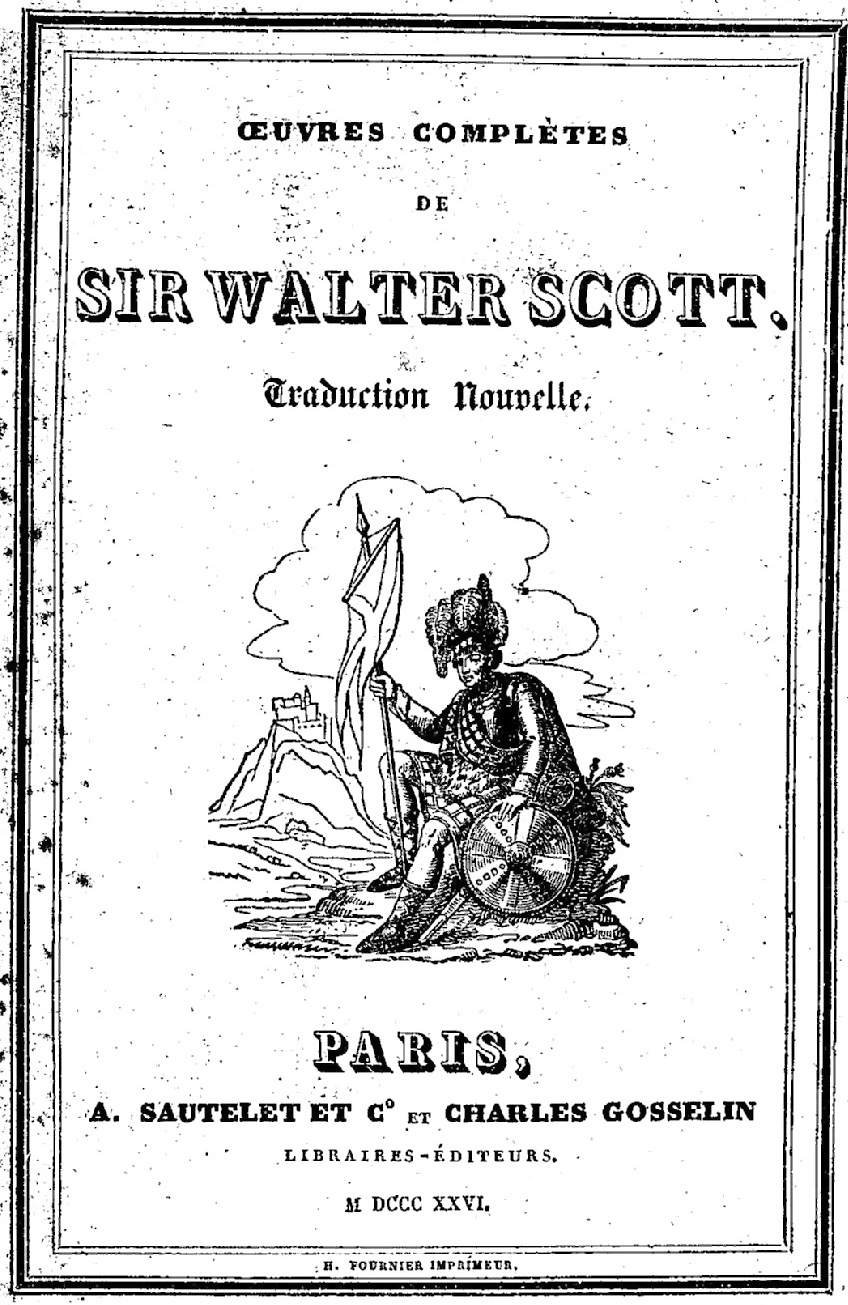
월터 스콧 전집 프랑스어 번역본 표지, 1826년 (출처 :).

해석적인 사상과 학설들에 열광한 발자크는 스베덴보리의 저술과 마르티니즘, 오컬트 과학에도 관심을 가졌다. 의지의 힘에 대한 확신을 갖던 그는 인간은 "인생에 있어 적절한 힘으로 행동할 수 있고 외부에 그것을 투사할 수 있으며 그의 어머니처럼, 손을 뻗는 것으로 가끔은 치유의 매력을 실천할 수 있다"고 생각한다.
그는 경험을 통해 소설속에 숨겨진 힘을 알았지만, 이것을 사회 변화의 도구로 보지는 않았다. 그렇기 때문에 그는 서문에다 이렇게 서술한다. "아, 만약 내가 국회 의원이었다면, 왕에게 "전하, 모든 이에게 소설을 읽도록 엄명하는 칙령을 내리소서! ..."라며 면전에다 말할텐데, 게다가 국회는 알키비아데스의 개의 꼬리같은 마키아벨리적인 국회이다. 우리는 소설을 읽으면서 정치를 걱정하지 않는다."
그는 이제 그가 찬미해 마지않던, 훗날 1842년 서문에서 헌사를 바치게 된 월터 스콧의 한계를 이해했다. 후에 그의 작품 속 등장인물이 젊은 작가에게 경고한 것처럼 말이다. “당신이 월터 스콧의 모조품이 되고 싶다면, 다른 방식으로 글을 써야 할 거요.”
발자크가 자신의 모델을 뛰어넘을 가능성을 예상할 수 있었다면, 그것은 바로 그가 1822년 찾아낸 라바터 (Lavater)의 《관상학을 통한 인간 식별법》덕이며, 그는 이것에 크게 영향을 받았다. 육천 종류의 인간형을 조사하여 외면과 성격상의 특징을 “과학적으로” 연결지을 수 있다고 자신한 관상학은 그에게 성경과도 같은 것이 되었다. 이 학설은 “모든 사회 집단 연구의 개요”를 내포하고 있기도 했다. 이 소설가는 가끔 소설속 등장인물을 대략적으로 묘사하기 위해 이 학설을 사용했다.
| “ | 관상학의 법칙은 정확한데, 성격에만 적용될 뿐만 아니라, 존재의 유한함에 관하여도 적용된다. 예언적 관상학이라는 것이 있다. 만약 이것이 가능했더라면, 그리고 이 삶의 통계가, 단두대로 사라질 누군가의 정확한 그림을 갖는 것이, 사회에 있어 중요하다면, 라바터와 갈의 과학은 모든 사람들의 얼굴에는, 심지어 순수한 자들에게도, 이상한 기호가 있다는 점을 저항할 수 없게끔 증명한다. | ” |

심술궂고 속이 좁은 늙은 여인에 관하여 그는 “그녀 이마의 평평한 형태는 그녀의 옹졸함을 드러냈다”며 저술했다. 범죄자에 대해서는 “그의 관상학의 특징은 살인할 운명을 타고난 사람들에 대한 라바터의 단언을 확증한다. 그의 앞니는 엇갈려 있었다.”고 썼다. 다른 데서는, 그는 은행가에 관해 “급하게 결정하는 버릇은 눈썹이 각 전두엽을 향하여 높아지는 것에서 보인다. 입술은 근엄하고 빽빽하지만, 업무로 인해 숨겨진, 아마도 억눌린, 하지만 여자와의 교제로 재생할 수 있는, 가려진 좋은 점을, 탁월한 정신을 나타낸다”고도 묘사한다.
편집자로서 파산에 처하게 되자 발자크는 글 쓰는 일로 돌아온다. 1828년 11월, 정치-군대 소설 《올빼미당》을 쓰기 위해 마음의 평온과 필요한 자료들을 찾으며 푸제르(Fougères)의 폼므뢰(Pommereul) 장군네서 묶게된다. 이 시기 발자크는 특히 이 작품, 《올빼미당》을 다듬었는데, 독서 클럽에서 읽힐 목적으로 출판된 그의 전작들의 간행 판본인 12절판보다 더 품격있는 8절판으로 간행하고자 했다. 최종적으로 소설은 1829년, 《마지막 올빼미 혹은 브르타뉴》(Le Dernier Chouan ou la Bretagne)라는 제목으로 나오게 된다. 이 책은 발자크의 작품 중 저자명이 오노레 발자크(Honoré Balzac)인 첫 번째 책이다.

### 대작 《인간 희극》 계획

#### 거대하고 엄격하게 계획된 작품

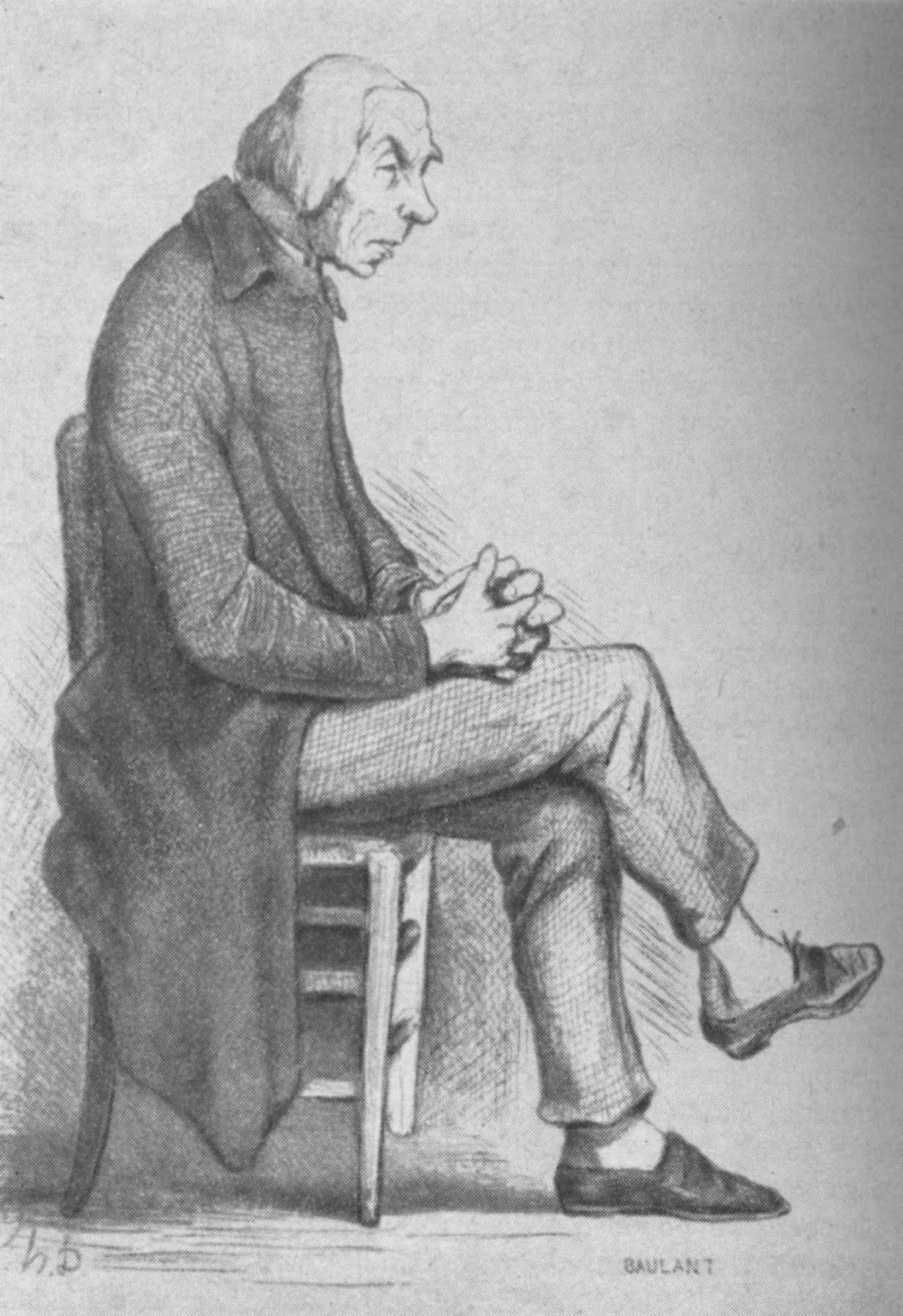
고리오 영감, 오노레 도미에 작 (1842).

《나귀 가죽》은 인간 희극의 대서사가 구상된 창조적인 시기의 시작을 알린다. 발자크 작품 전체를 이해하는데 있어 결정적인 역할을 하는 <철학 연구>는 이 작품을 기초로 하고 있으며, 《루이 랑베르》(1832), 《세라피타》(1835)와 《절대의 탐구》(1834)가 이 작품의 뒤를 잇는다.
《풍속 연구》 중 한 범주를 차지하는 《사생활 풍경》은 《고브세크》(1830)와 《서른 살의 여인》(1831)으로 시작한다. 적어도 1832년 쯔음 발자크가 가족들에게 열광적으로 알린 이러한 인간 희극의 체계는 《샤베르 대령》 등으로 구성된 파리 생활 풍경으로 계속된다. 이와 동시에, 생시몽적인 경제 사회 체계를 표현하며 그는 《투르의 신부》(1832)와 《외제니 그랑데》(1833)으로 시골 생활 풍경을, 《시골의사》(1833)으로 전원 생활 풍경을 시작한다.
아포스테리오리하게 작품들을 간단히 엮는 것을 떠나, 본능적으로 발전된 그의 거대한 구상이 시작됐다. 발자크는 자신이 대성당과 비교한 거대한 작품의 계획을 구상했다. 인간 희곡은 한 시대 전체, 모든 사회 계층과 일생의 경과를 볼 수 있게끔 편성되어야만 한다. 퀴비에와 조프루아 생틸레르의 학설에 많은 영향을 받은 그는 “동물에 종種이 있듯이 사회적 종이 존재한다”고 단언했으며 후자가 전자보다 더 다양한데 그 이유는 “군주, 은행가, 예술가, 부르주아, 사제, 빈자의 관습, 의복, 말투와 사는 곳”이 전혀 다르고 문명에 따라 바뀌기 때문이라고 주장했다. 발자크는 그가 계획한 소설 전서에 반드시 세가지 형태가 들어 있어야 한다는 결론을 냈다. 바로 남자, 여자, 물건, 즉 그들의 생각, 최종적으로 인간과 인생을 보여주는, 사람과 물질적인 것의 묘사를 지녀야 한다는 결론이다.
1834년부터 쓰인 《고리오 영감》은 그의 작품에서 가장 중요한 구간을 나타내는데, 이 작품을 기점으로 발자크가 인간 희극의 주요 특징, 등장인물을 다른작품에서 등장시키는 기법을 사용했기 때문이다. 인간 희곡은 한 등장인물이 여러 작품속에서 등장한다는 점을 이해해야만 전체적인 윤곽을 볼 수 있을 것이다. 이것은 ‘민중의 실제 모습’와 겨뤄야 한다는 인간 희극 소설 연작의 목표와도 연관이 된다. 그런 고로 실제 인생처럼, 우리가 알던 이들을 몇 년 동안 보지 못하다가 다시 만나듯, 한 작품에서 주인공이였던 인물이 몇 년 후 다른 작품에 조연으로 다시끔 등장한다. 그 결과, 실제 인생속에서 어떤 것도 끝이 나지 않는 것처럼, 이 소설은 “일상 생활에서 모든 이들에게 남아있는 신비로운 무언가를 복구하는”데 있어서 두각을 보인다. 마찬가지로 작가는 “프리퀼”이 애매모호하게 끝나는 것을 노리며, 《이브의 딸》에서 중년으로 그려졌던 배우 플로린의 젊은 시절을 《잃어버린 환상》에서 볼 수 있듯, 전작에서 성숙한 여인으로 만났던 이의 젊었을 적 모습을 다른 소설에서 보여준다.
인간 희극 계획이 진행되면서, 집필 속도는 점점 더 빨라졌다. 1835-36년 쓰인 《골짜기의 백합》, 1837년의 《세자르 비로토의 영화와 몰락의 역사》, 뒤이어 1838년에 《뉘싱겐 가》, 1839년에 《시골의 신부》와 《베아트리스》, 1841년에 《위르쉴르 미루에》와 《미지의 사건》, 1842년에는 《가재잡이 여인》이 쓰였다. 《잃어버린 환상》은 1837년부터 1843년에 걸쳐 쓰였는데, 《창녀들의 영광과 몰락》 역시 1838년부터 1847년에 걸쳐 쓰였다. 이후 《종매 베트》 (1846)과 《사촌 퐁스》 (1847)이라는 두 권의 걸작이 등장했다.
작품의 전체적인 계획은 시간이 갈수록 새로 짜이고 증보되었는데, 1845년까지 145편이 예정됐었고 85편은 이미 쓰였다. 하지만 발자크의 건강은 악화되었고 그는 계획을 축소해야만 했다. 결국 작가 살아생전 인간 희극은 총 90편이 출판되었다.

#### 진정한 디테일에 대한 열광

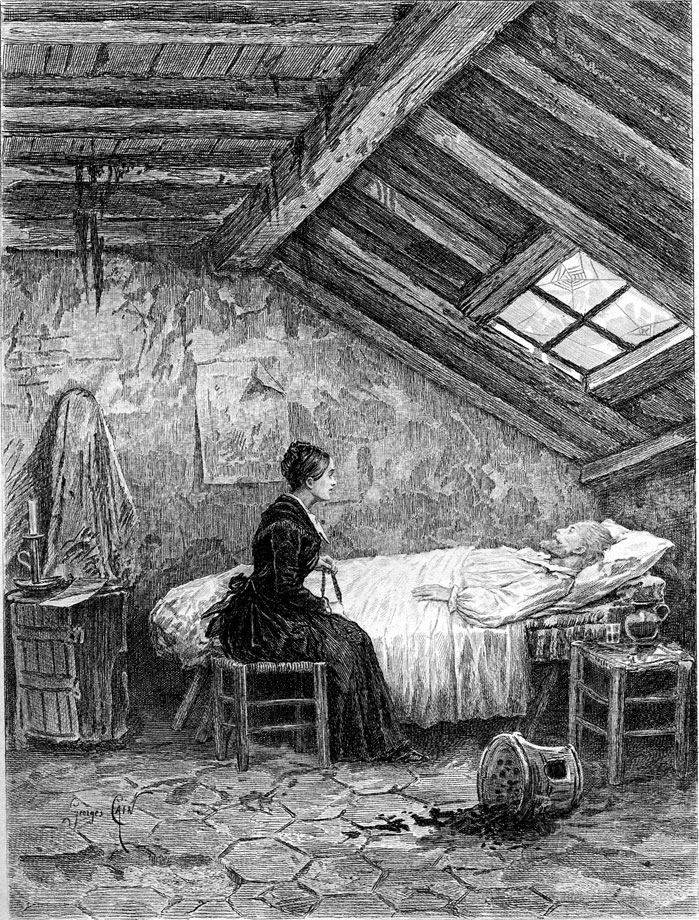
《종매 베트》에 삽입된 삽화.

천재적인 관찰력을 가진 발자크는 중요한 것들을 문서에 붙여놓았고 소설 속 줄거리에 나오는 장소들을 정확하게 묘사했으며 분위기를 더 살리기 위해 그 장소에 가거나 이야기 속에 나올 마을의 사람들을 인터뷰 하는 것을 망설이지 않았다. 그는 진실된 디테일에 대한 날카로운 감각을 지녔으며 작중 무언가를 묘사할 때의 그의 문체는 환희의 지경이었다. 이것은 발자크 소설 속에서 인물들이 왜 그렇게 작품 속 공간을 많이 차지하는가, 로망푀유통을 쓰던 외젠 쉬가 왜 발자크와 겨룰 수 없는가에 대한 이유이다. 그는 상세하게 도로를, 집의 외관을, 마을의 지형을, 인물들의 거동을, 목소리와 외모의 미세한 차이들을 묘사한다. 동시에 그는 무대 설계자이자 의상 제작자이며 연극 감독이다. “시공간에 대한 매우 특출난 관리로 발자크는 영상 문학(l'écriture cinématographique)을 발명했다..” 집 안의 가구와 골동품 모음, 디테일의 한계까지 묘사한 인물들의 의상ー가두리 장식, 천, 색깔같은ー의 세밀한 묘사는 마치 무대 설계자, 더 나아가 영화감독의 작업과도 같다. 인간 희극의 작가는 무대를 거의 광적인 정성으로 만들었으며 그의 소설을 극장에 옮기는 연출가들의 열광을 설명해준다. (오노레 드 발자크 작품의 영화화 참고) 그는 감옥 기능, 행정 업무, 사법 체계, 주식 투기법, 독점으로 얻는 시세 차익, 오페라 밤 공연과 음악의 효과 역시 동등하게 신경썼다.
그가 쓴 소설과 단편 전체를 통해 발자크는 후대 세대를 위해 일람표를 작성하는 그 시대의 증인이 되고자 했다. 그는 다른 고전 작가들이 무시한 일상생활의 실제성에 열중한다. 세밀함과 풍부한 관찰력덕에, 인간 희극은 오늘날 사회사적 증거의 가치를 갖고있으며 1815년부터 1848년까지 프랑스 부르주아의 출세를 보여준다. 이같은 이유로, 우리는 그를 사실주의 작가로 본다. 하지만, 이런 발자크의 천재성이 도를 넘었다며 보들레르는 규탄한다.
| “ | 나는 위대한 영광의 발자크가 관찰자로 변해가고 있는 것에 대해 가끔 놀라고 있다. 나는 언제나 그의 주 재능은 망상하기, 열광을 띤 망상이라고 느꼈다. 그의 작품의 모든 등장인물은 스스로 생동감을 불어넣은 생의 열정을 가지고 있다. 귀족의 끝에서 하층민의 최하단까지 발자크 희극의 모든 배우들은 실제 인생에서보다 더 가혹하고 싸움에 있어 더 적극적이고 교활하며, 불운을 겪으면서도 더 인내심을 가지며, 더 탐욕적으로 즐기며 찬사의 대상은 더 천사같은데 실제세상의 희극은 우리에게 이런 것들을 보여주지 않는다. 즉, 발자크네의 모든 이들은, 문까지도, 천재성을 갖고있다. | ” |

하지만 보들레르는 발자크의 “모든 것을 보고, 보여주고, 분별하고자 하는 과도한 야망에서 출발한 세부묘사에 대한 대한 그의 경이로운 애정”을 인정한다. 많은 비평가들은 “넘칠듯한 상상과 끝없는 풍부함, 셰익스피어 이후로 존재하지 않은 가장 풍요롭고 촘촘한 창조의 상상”이라며 발자크에게 경의를 표했다. 극한까지 밀어붙인 세부 묘사의 정확성으로 발자크의 사실주의는 격렬해지며 시각 이미지로 바뀐다. 어떤 이야기들은 환상적인 영감의 소관이나 다른 이야기들은 신비롭고 난해한 영감에 둘러쌓여있다.
발자크는 사회의 초상을 만들며 1833년 본인이 인터뷰에서 말했듯이 당대에 영향을 끼치고자 했다. 유럽문학의 1류인 바이런, 괴테, 스콧, 호프만과 같은 위치에 오르고자 했다.

#### 소설 작업 방식
인간 희극 문서의 해당 란 참고.
발자크는 작중 인물들을 모아놓은 진열실에서 인물을 꺼내와 이야기 속에다가 넣고, 그에게 단편을 요구하던 출판사의 요청에 응하기 위해, 거의 항상 여러 작품을 동시에 작업했다.
발자크의 작업 방식을 묘사하기 위해 앙드레 모루아는 "양식장에 있는 송어들처럼, 필요할 때면 그는 그것을 집었다. 가끔 그는 바로 좋은 결과를 보지는 못했는데 [...] 책이 자기 마음에 안들면 그는 그것을 다시 양식장에다가 던져버렸다. 그는 다른 것을 잡으러 간다."며 수백편의 소설들이 그의 생각속에서 흐르고 있음을 생각했다. 그는 소설의 제목을 바꾸거나 아니면 작중 인물의 이름을 바꾼다거나, 단편으로 먼저 출판된 글을 장편 소설 속에 합치며, 전작들을 개작하는 것을 망설이지 않았다. 또한 그는 결정본에서 장 구분을 삭제하기도 했다.

### 언론인 발자크
자신이 설립하고자 했던 적발 협회를 통해 문학과 정치 세계의 거장이 되는 꿈을 가끔씩 꾸던 발자크는 언론에 사로잡혔는데 왜냐하면 언론이란 것이 바로 현실에서 능력을 발휘할 수 있는 방법이기 때문이다. 발자크는 동시에 언론인이라는 직업이 작가를 대표한다는 것의 위험성에 대하여 잘 알고 있었는데, 그 이유를 대자면, 명령의 구속 아래 글쓰기를 강요받은 언론인들은 마치 “전쟁 속 병사처럼 전진하는 의견들”과 같기 때문이다. 《잃어버린 환상》에서, 그는 뤼시앵 드 뤼방프레가 “언론계에 도전할 것”이라며 선언할 때 소모임의 현인들이 말하도록 한다.
| “ | 삼가시오, 그곳에는 아름다움의 무덤이 있을 것이오. 우리가 사랑하는 감미로운 뤼시앵 [...]. 그대는 행복과 언론일의 변치 않는 대립을 견디지 못할걸세. 하여튼 견디는 것이야말로 미덕이네. 그대는 자신의 능력을 실현하는 것에 대해, 2개월 내로 언론인이 되어서 의견을 나누는 작품들 아래서 생사에 관한 권리를 갖는 것에 대해 무척 기뻐할 것이네. | ” |

### 여자 관계

#### 쥘마 카로

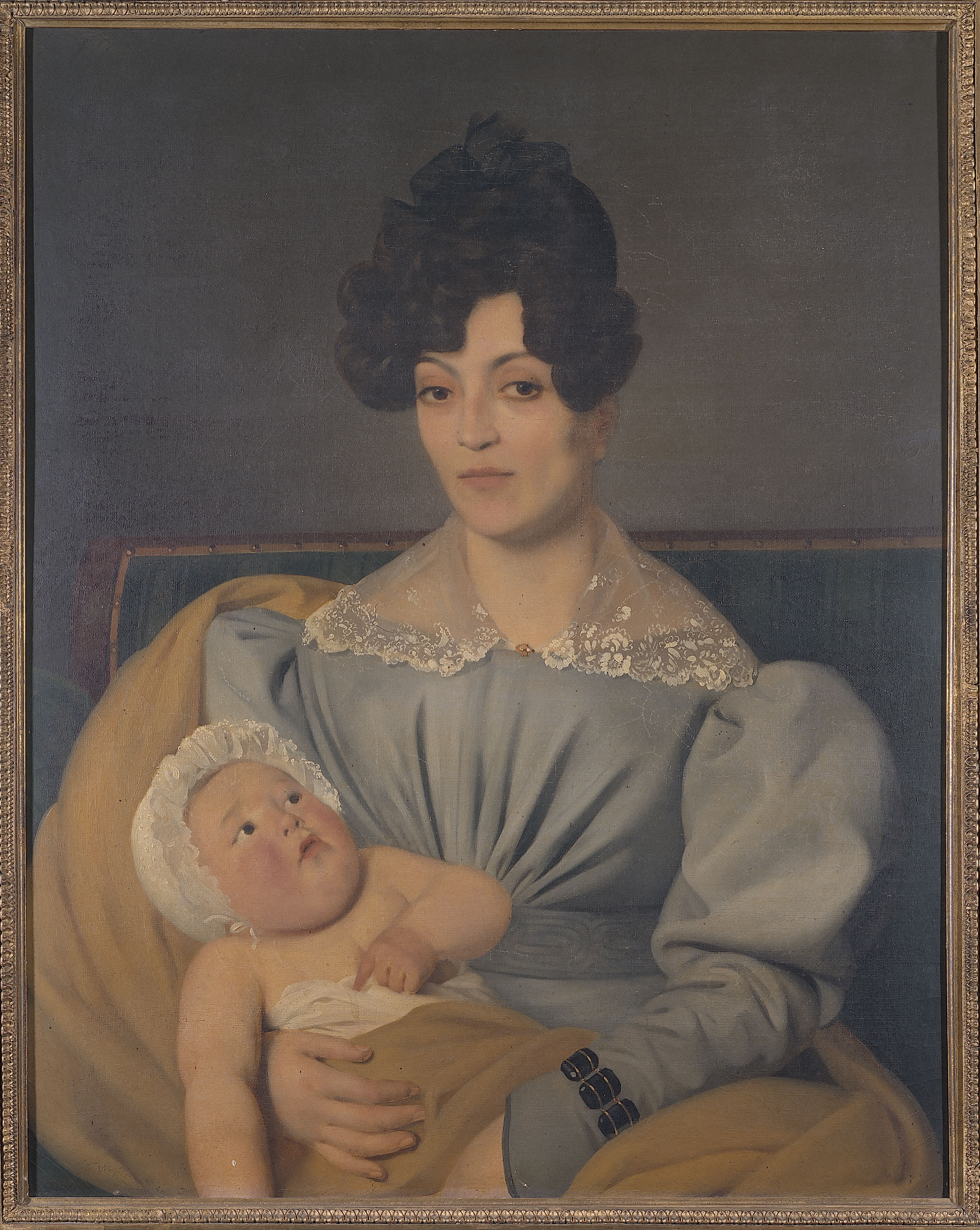
쥘마 카로와 6개월 난 그녀의 아들 이방의 초상. 에두아르 비에노(Édouard Viénot) 작.

쥘마 카로(Zulma Carraud)는 발자크의 누이동생 로르의 어릴적 친구였다. 이 “고귀한 도덕적 가치의 여인, 강인한 금욕주의자”는 이수됭(Issoudun)에서 살았으며 결혼을 하여 아이가 있었다.
발자크는 그녀를 1818년부터 알게 되었는데, 그들은 1824년에 발자크의 누이 로르가 베르사유에서 둘의 만남을 주선해주기 전까지는 친한 사이는 아니었다. 둘은 이 시절부터 편지를 주고받았겠지만, 첫 해의 편지들은 소실되었다. 이 편지에서 쥘마는 작가의 가장 가깝고 지속적인 친구 중 한 명으로 보여진다.
그가 채권자들로부터 뒤쫓기고, 과로하고, 낙담하고, 아픈 시절 그녀의 집으로 도피했다. 그녀는 공화파 이념을 그에게 상기시켰고 사람들의 고통에 더 공감할 수 있도록 초대했다. 그녀는 엄청난 부자가 아니었지만, 쉬지 않고 그를 돕기 위해 애썼다. 그녀는 발자크의 인생에서 큰 부분을 차지한 여인들 중 하나였다.

#### 아브랑테스 공작부인

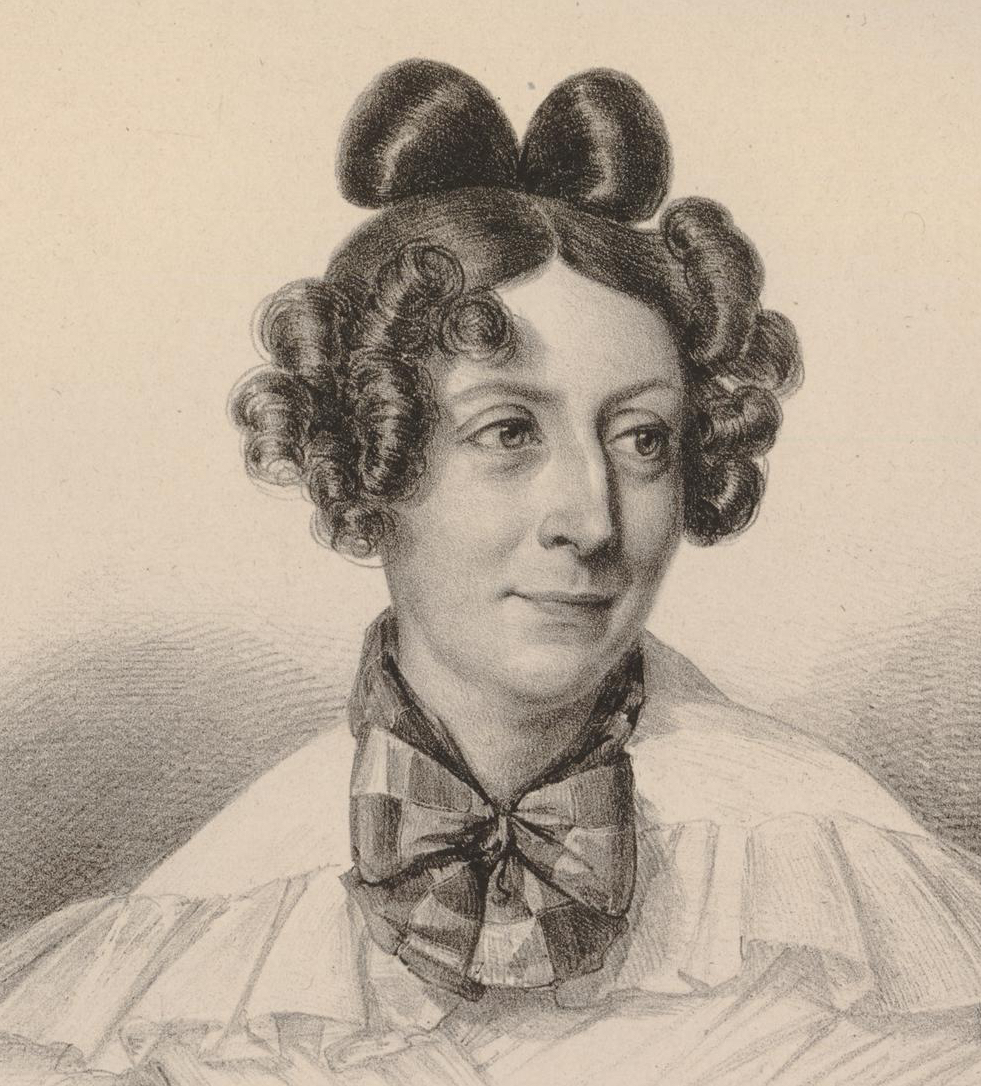
로르 쥐노 다브랑테스

1825년, 발자크는 아브랑테스 공작부인의 관계를 맺기 시작한다. 발자크보다 15살 많았던 이 여성은 본인의 견문과 그와의 관계를 통해 그를 매료시켰다. 나폴레옹에 의해 공작 신분에 오른 쥐노 장군의 미망인이었던 그녀는 왕당파 사회에 드나들기 전, 제국의 호화로움을 알고 있었다. 그녀는 메테르니히 백작의 정부였다. 자신의 보석과 가구를 팔 수 밖에 없었던 그녀는 베르사유로 소박하게 이주한다.
발자크는 자기 여동생의 친구인, 베르사유에 살고 있던 여인을 통해 아브랑테스 공작부인과 만났다. 발자크는 그녀에게 홀렸다. 공작부인은 처음엔 그에게 우정만을 주었으나 나중가서 이 우정은 서로간의 사랑으로 바뀐다.
공작부인의 이름은 로르였지만, 발자크는 그녀를 오로지 마리라고만 불렀다. 그녀는 자신이 만난 인물들과 성 안의 삶에 대한 정보를 발자크에게 주었다. 한편으로 발자크는 그녀에게 회고록을 쓰는 것에 대해 조언하며 그녀가 쓴 글을 교정해주며 조언자의 역할을 했다.
아브랑테스 공작부인은 발자크가 그녀에게 헌정한 소설 《버려진 여인》에서 보세앙 자작부인의, 《La Maison du chat-qui-pelote》에서 카릴리아노 공작부인의, 페리시테 데 투슈의 몇몇 성격의 모델이 되었다. 발자크가 1829년 릴아담 근처의 마플리에에서 《La Maison du chat-qui-pelote》을 집필하고 있을 때, 아브랑테스 공작부인은 탈레랑페리고르와 함께 그곳에서 멀지 않은 곳에 있었다.

#### 오로르 뒤드방 (조르주 상드)

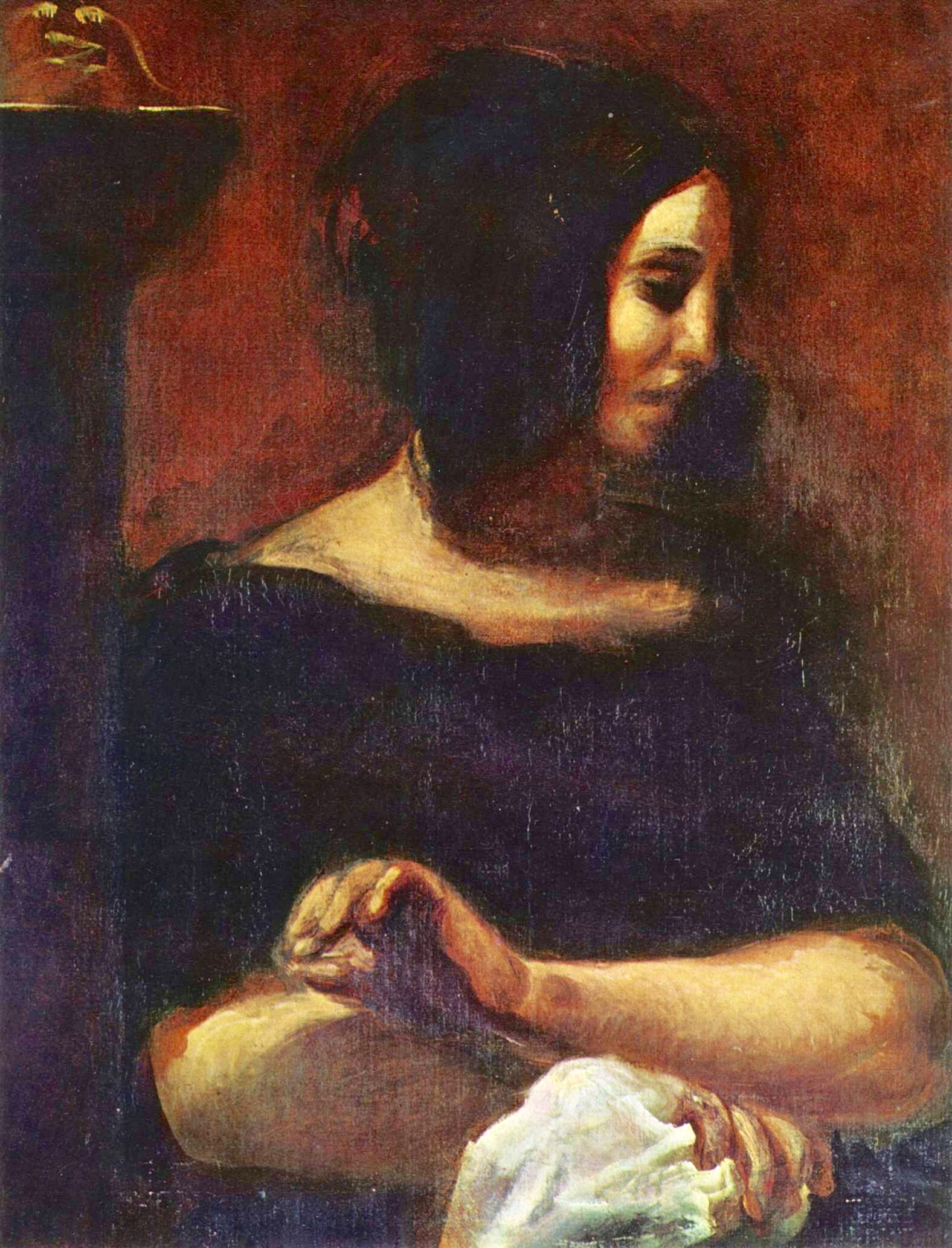
바느질하는 조르주 상드, 외젠 들라크루아 작 (1838).

1831년 발자크는 남편을 멀리하는 오로르 뒤드방을 알게 되었고, 파리에서 만날 기회를 가졌다. 발자크는 그녀에게 나귀가죽을 읽게 했는데, 이 책에 열광을 보였다.
1838년 2월 발자크는 노앙 성(château de Nohant)에서 “조르주 상드 동지”를 찾는다. 6일 동안 그들은 그 곳에 머물렀으며, “오후 5시부터 아침 5시까지” 잡담을 하며 밤을 보냈다. 그녀는 그에게 “물담배와 라타키 (터키의 향료담배)”를 피게 했다. 이 경험으로 그는 담배가 “커피 마시는걸 그만두게 하고 일하는게 자극이 될만한 것을 늘려줄 것”이라고 희망했다.
발자크는 지속적으로 그녀가 파리에 머물며 쇼팽과 사귀고 있던 살롱에서 그녀와 만났다. 그들은 소설 구조나 인물 심리에 관해 의견을 교환했고 그녀는 가끔가다 <Les Galérienset Béatrix>나 <les Amours forcé>처럼 그녀가 다룰 수 없던 줄거리를 그에게 주었다. 그녀 역시 한 모음집에 발자크가 쓴 이야기가 너무 길어 출판사가 받아들이지 않던 원고의 작가가 되기도 했다. 발자크는 그녀를 《두 젊은 유부녀에 관한 기억》에 헌사했다.
작가의 동의로 그녀는 《베아트리스》에서 그가 실제하고 동일하게 묘사한 몇 안되는 여성 등장인물인 페리시테 데 투슈 (Félicité des Touches)의 모델이 된다. 한스카 부인에게 보내는 편지에서 발자크는 그녀와의 관계에서 우정 이외 다른 것이 있었음을 전면 부정한다.

#### 올랭프 펠리시예

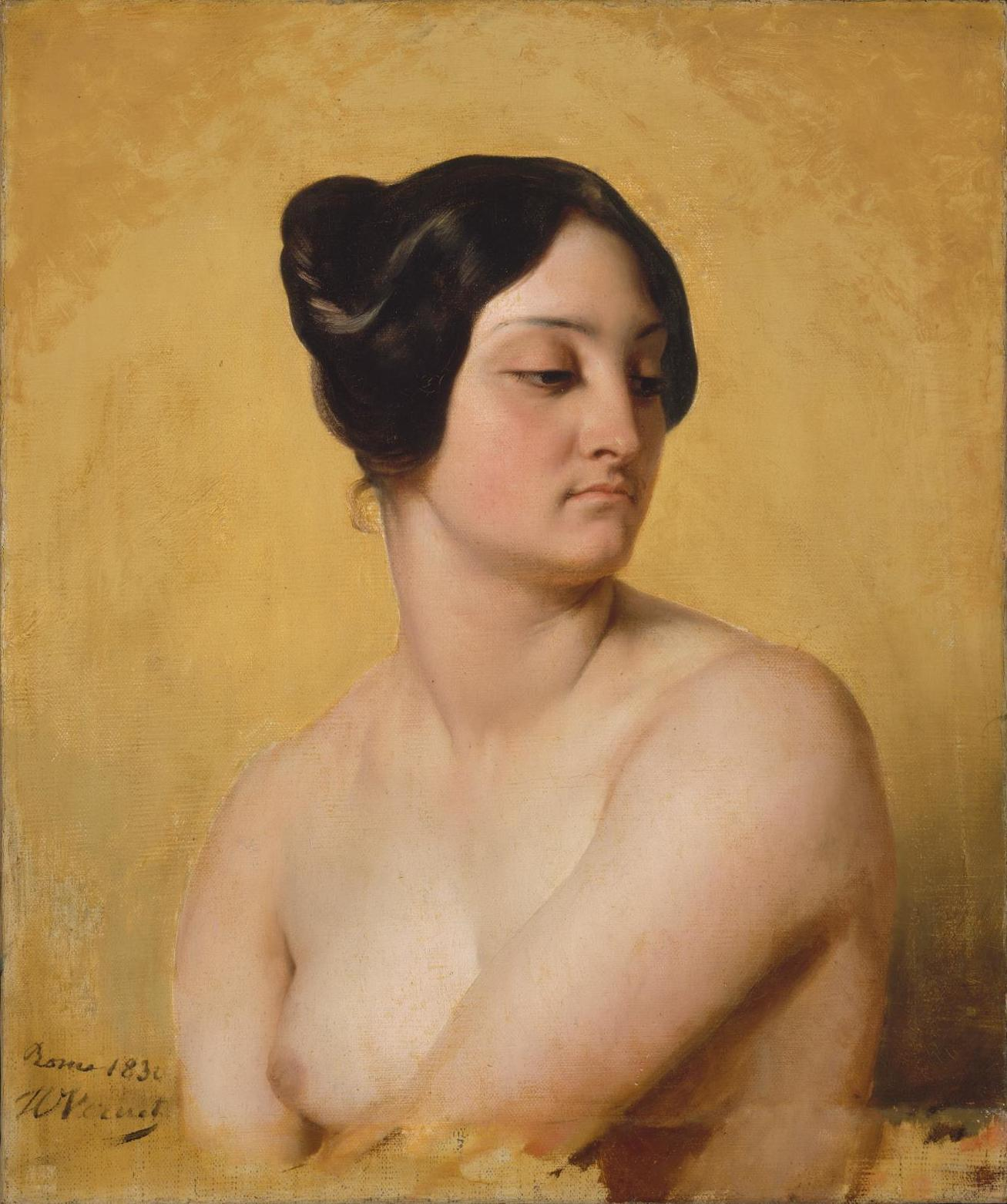
올랭프 펠리시예 습작. 오라스 베르네 작. <유디트와 홀로페르네스>를 그리기 전의 습작임.

1831년부터 발자크는 훗날 1847년 로시니와 결혼하기 전에 외젠 쉬의 약혼녀였던 “아름답고 지적인 화류계 여자(courtisane)”, 올랭프 펠리시에(Olympe Pélissier)의 살롱에 자주 다녔다. 그는 그녀와 짧은 관계(brève liaison)를 가진다.
플로린(Florine)과 튈리아(Tullia)같은, 인간 희극을 관통하는 화류계(demi-mondaines) 인물들은 그녀에게 많이 빚지고 있다. 《나귀 가죽》의 방 안에서의 장면은 올랭프네에서 발자크 자신이 행동했던 장면일 것이지만, 그녀는 푀도라(Fœdora)와 연관있진 않는데, 그녀는 그와 항상 친밀하고 헌신적인 관계를 갖는다.
발자크는 계속 그녀의 살롱에 드나든다. 단편의 푀도라에 관해서 발자크는 편지에서 “나는 그들의 내면에 들어가보지 않은 채 그저 알고만 있던 두 명의 푀도라를 만들었다. 이 관찰은 자신감을 넘어 내게 충분했다.”며 명확히 말했다.

#### 카스트리 공작부인
1832년이 시작할 무렵, 팬들이 그에게 보낸 수많은 편지들 가운데서 발자크는 문예 살롱을 주관하던 이마가 높은 적발의 미녀로 삼촌이 왕당파의 지도자였던 카스트리 공작부인 (duchesse de Castries)의 것을 읽었다.
바로 관심을 갖게 된 발자크는 그녀를 만나게 되고, 외모와 내면에서 그녀를 모델로 한 《서른 살의 여인》의 자필 원고를 그녀에게 보여줬다.
사랑하는 사람 앞에서라면 쩔쩔매던 발자크는 엑스레뱅(Aix-les-Bains)에 있는 그녀의 성으로 가게 되고, 그곳에서 그는 며칠간 글을 쓰며, 나중에 지속적으로 알고 지내는 사이가 될 제임스 로스차일드 남작을 만나게 된다.
그 후 그는 같은 해 10월 제네바에 그녀와 동행하게 되지만, 그녀와 감정을 공유하지 못한 것에 화가 나서 돌아오고 dilecta사랑을 통해 위로받는다. 그는 랑제 공작부인에서 사랑으로부터 받은 실망을 증언한다.
그녀 또한 《디안 드 모프리뇌스》Diane de Maufrigneuse의 등장인물로 재등장한다. 영국인 혈통을 가진 카스트리 부인은 《골짜기의 백합》의 등장인물, 아라벨 두들리Arabelle Dudley 부인에 부분적으로 영감을 주었다. 발자크는 그녀가 자기 지위에 맞지 않는 익살극이라 평한 《유명한 고디사르》를 그녀에게 헌정하는데, 그녀는 “포부르 생제르맹에서 가장 오래된 가문”이다. 그럼에도 그는 그녀를 가끔 만났으며, 그를 메테르니히와 인터뷰할 수 있게끔 주선해준 것은 바로 그녀이다.

#### 마리 뒤 프레네

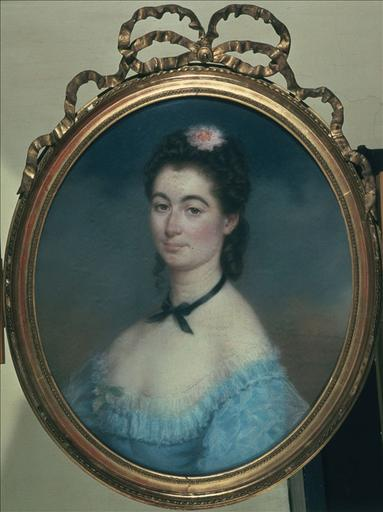
마리카롤린 뒤 프레네, 오노레 드 발자크와 마리아 뒤 프레스네의 딸, 앙리에트 지루아뤼캥 작. (1865)

1833년에 발자크는 천국의 꽃이 떨어진 것만 같은 순진한 창조물, 조용히 내 집에 와서, 편지나 정성을 요구하지도 않고 “일 년만 날 사랑해 줘! 난 평생 너를 사랑할게”라고 말한 친절한 사람과 비밀스레 정사를 나눴다.
이 여인은 바로 마리 뒤 프레네(Marie du Fresnay)였는데 별명은 마리아로 24살에 발자크의 딸 마리카롤린 뒤 프레네(Marie-Caroline du Fresnay)를 임신 중이었다. 발자크는 1839년 이 젊은 여인에게 영감을 받은 히로인이 등장하는 소설 《외제니 그랑데》를 그녀에게 헌사하였다. 그는 또한 유언에 자기 딸을 언급했다.

### 여행
발자크는 여행을 많이 다녔다. 그는 우크라이나, 러시아, 프로이센, 오스트리아, 이탈리아를 다녀왔다. 발자크는 1846년 10월 13일 에벨리나 한스카의 딸, 안나 한스카의 결혼을 돕고자 비스바덴에 방문했다. 하지만 파리와 프랑스 지방들이 아닌 프랑스 국외에서는 일부 지방만이 발자크에게 영감의 원천을 주었는데, 오직 이탈리아만이 콩트와 철학 소설같은 자신의 여러 글에서 표현한 정열에 영향을 끼쳤다. 러시아에서는 오히려 그가 도스토예프스키에게 영감을 주었다.

#### 이탈리아
1836년 발자크는 그와 친분이 있던 귀도보니비스콘티 가의 대리인 자격으로서, 모호한 상속문제를 해결하고자 이탈리아 토리노로 갔다. 그는 젊은 남성으로 변장한 카롤린 마르부티와 동행했다. 여행은 짧게 끝났다. 1837년 2월 귀도보니비스콘티 가는 그에게 다른 임무를 위임했다.

### 말년과 죽음

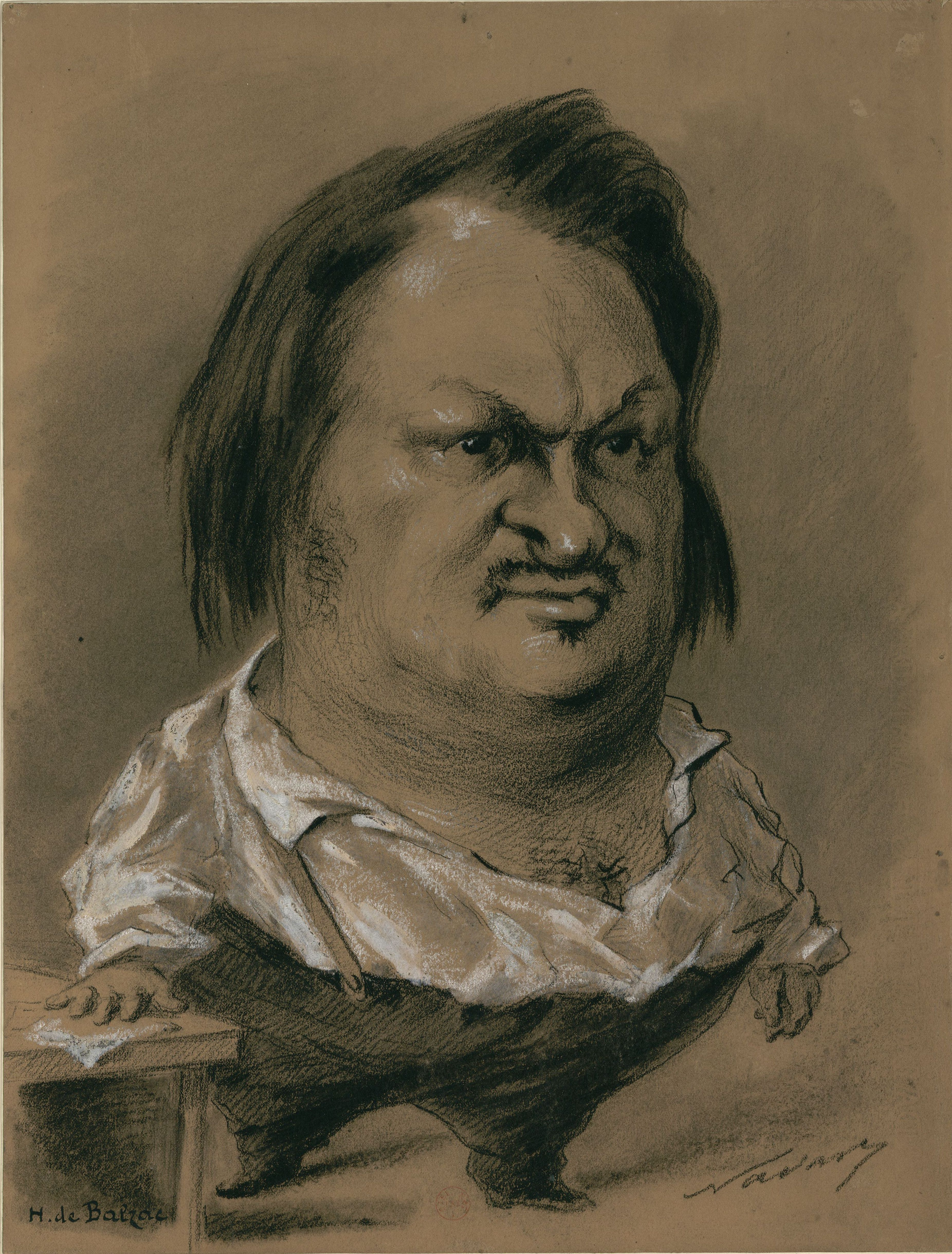
1850년 나다르가 본 발자크(출처:)

1845년부터 발자크의 작품 집필 속도는 늦어졌으며, 스스로도 편지에서 글을 쓸 수 없다고 한탄했다. 1847년 발자크는 자신의 창조 능력이 풍화되는 것을 느낀다고 인정하기까지 했다. 자신의 첫 대작 <나귀 가죽>의 주인공처럼, 발자크는 매우 젊은 나이에 이른 실폐를 예감한 것으로 보인다.
1848년 8월, 발자크는 마침내 러시아 당국으로부터 우크라이나 방문에 쓰일 새 여권을 획득했다. 그는 10월 2일 그곳에 도착했다. 1849년 초 발자크는 놀랍지도 않게 아카데미 프랑세즈가 다시 한번 자신의 지원을 거절했다는 사실을 듣게 된다. 발자크는 여전히 한스카 백작부인과 결혼하길 원하였으나, 외국인과 결혼한 여성은 차르의 특별 칙령이 없는 한 재산을 자동적으로 상실하게 된다는 러시아 법으로 인해 두 연인의 상황은 복잡하였다. 허나, 차르는 무덤덤하게 이를 거절하였다.
우크라이나에서 머무는 것은 지친 작가에게 별로 도움이 되지 않았고, 건강 역시 악화되었다. 발자크는 심한 감기에 걸렸는데 이는 기관지염으로 번지고 말았으며, 숨은 갸빠졌다. 건강이 너무 좋지 않아 여행을 다닐 수 없었던 그는 몇 달간 휴식을 가졌다.

## 작품 연보

### 인간 희극
인간 희극을 구성하는 소설과 단편들은 크게 세 개로 묶을 수 있는데 풍속 연구, 철학 연구, 분석 연구로 묶을 수 있다. 풍속 연구는 다시 사생활 풍경, 지방 생활 풍경, 파리 생활 풍경, 정치 생활 풍경, 군대 생활 풍경과 전원 생활 풍경으로 나뉜다.
| 1829년        | 올빼미당, Physiologie du mariage |
| 1830년        | La Maison du chat-qui-pelote, El Verdugo, 방데타, Le Bal de Sceaux, Étude de femme, Une double famille, 곱세크, La Paix du ménage, Une passion dans le désert, Adieu !, Petites misères de la vie conjugale (Traité de la vie élégante), Les Deux Rêves |
| 1831년        | 나귀가죽, La Grande Bretèche (Autre étude de femme), 사라진느, 미지의 걸작, Les Proscrits, Le Réquisitionnaire, L’Auberge rouge, 영생의 묘약, 플랑드르의 예수, L'Enfant maudit                                                                          |
| 1832년        | 피르미아니 부인, 투르의 신부, 루이 랑베르, Maître Cornélius, La Bourse, 샤베르 대령 |
| 1833년        | 버려진 여인, La Grenadière, Le Message, 외제니 그랑데, L'Illustre Gaudissart, 시골 의사 (Théorie de la démarche) |
| 1834년        | 서른 살의 여인, 페라귀스, 랑제 공작 부인, 절대의 탐구, Les Marana, Un drame au bord de la mer, 세라피타 |
| 1835년        | Le Contrat de mariage, 고리오 영감, 황금색 눈의 여인, Melmoth réconcilié |
| 1836년        | 골짜기의 백합, La Vieille Fille, L'Interdiction |
| 1837년        | 잃어버린 환상 (1. Les Deux Poètes), La Messe de l'athée, Facino Cane, 세자르 비로토, La Confidence des Ruggieri, 강바라 |
| 1838년        | 이브의 딸, 뉘싱겐가, Les Employés ou la Femme supérieure, Le Cabinet des Antiques |
| 1839년        | Autre étude de femme, 베아트릭스, 잃어버린 환상 (2. Un grand homme de province à Paris), Massimilla Doni, 피에르 그라수, Les Secrets de la princesse de Cadignan, Pathologie de la vie sociale (Traité des excitants modernes)                          |
| 1840년        | Pierrette, Un prince de la bohème, Z. 마르카스 |
| 1841년        | Mémoires de deux jeunes mariées, 위르쉴르 미루에, Une ténébreuse affaire, Le Curé de village |
| 1842년        | La Fausse Maîtresse, 알베르 사바뤼, La Rabouilleuse (Un ménage de garçon), Un épisode sous la Terreur (avant-propos à La Comédie humaine) |
| 1843년        | Honorine, Illusions perdues (3. Ève et David ou Les Souffrances de l'inventeur), La Muse du département |
| 1844년        | Modeste Mignon, Un début dans la vie, Gaudissart II, Sur Catherine de Médicis (Le Martyr calviniste), Un homme d'affaires |
| 1846년        | Les Comédiens sans le savoir, 종매 베트 |
| 1847년        | 사촌 퐁스 |
| 1838년-1847년 | 창녀들의 부귀와 영화 (1. Comment aiment les filles ; 2. À combien l'amour revient aux vieillards ; 3. Où mènent les mauvais chemins ; 4. La Dernière Incarnation de Vautrin)                                                                            |
| 1848년        | L'Envers de l'histoire contemporaine (1. Madame de la Chanterie ; 2. L'Initié) |

## 참고 내용
발자크는 어머니의 사랑을 받지 못한 유년 시절의 기억에서 평생 자유롭지 못했다. 자기보다 서른두 살이나 많은 남자와 사랑없는 결혼을 한 발자크의 어머니는 그가 태어나자마자 유모에게 양육을 맡기는가 하면, 겨우 여덟살 때 기숙학교로 보내진 뒤 6년 만에 쇠약해진 심신으로 돌아올 때까지 그를 찾지 않았다. 이러한 ‘불행한 기혼녀’와 그 여성이 지닌 냉정한 모성은 발자크 소설의 주요한 모티브가 된다.
파리에서 열여섯 살부터 법률 공부를 하면서 공증인 사무실의 서기로 일했으나 스무 살이 되던 해 작가가 되기로 결심하고, 가족에게 1년의 유예기간을 얻어 레디기에르 가의 누추한 다락방에서 예비작가의 생활을 시작한다. 그러나 발자크가 자신의 이름으로 작가적 명성을 얻기까지는 10년이란 세월을 기다려야 했다. 희곡작가가 되려던 처음의 의도를 포기하고 가명으로 소설을 쓰기 시작한 20대 초반, 스물두 살 연상의 베르니 부인을 만나 연인인 동시에 문학적 조언자로서 오랫동안 그녀를 의지처로 삼게 된다. 이 이외에도 발자크는 쥘마 카로를 비롯하여 다브랑테스 공작 부인, 카스트리 후작 부인 등 많은 여인으로부터 물질적, 정신적 도움을 받은 것으로 알려져 있는데, 많은 작품의 여주인공에게서 그 여인들의 단편적 초상을 발견할 수 있다.
그는 이십대 중반에 시도한 인쇄업의 실패로 많은 빚을 지게 된 발자크는 평생 빚쟁이에 쫓기는 신세를 면치 못했다. 지금은 ‘발자크의 집’이란 이름으로 박물관이 된, 당시 발자크가 기거했던 파시의 집 뒷문에 얽힌 일화는 유명하다. 오후 네시에 저녁을 먹고 잠자리에 들었다가 자정부터 다음날 낮까지 하루에 열여섯 시간씩 소설을 썼던 발자크는, 시도 때도 없이 찾아오는 빚쟁이들을 피해 하녀이자 정부였던 브뤼뇰 부인의 도움을 받아 현재의 ‘포도주 박물관’으로 통하는 뒷골목으로 도망치곤 했던 것이다. 포도주 박물관의 한 켠을 이루고 있는 동굴에 등불을 든 발자크 상이 서 있게 된 연유이기도 하다.
이처럼 상상하기 힘든 작업의 결과 발자크는 본명으로 작품을 발표하여 이름이 알려지기 시작한 1830년 무렵부터 마지막 소설 《가난한 친척》을 발표한 1848년까지 20년이 채 안 되는 시간 동안 100여 편의 소설을 남길 수 있었다. 프랑스 낭만주의가 꽃을 피운 시대에 사실주의의 문을 연 발자크는 1841년 그동안 자신이 써낸 모든 작품과 앞으로 써낼 작품의 목록을 가지고 {인간희극}이란 총서를 기획한다. 피라미드 형태의 구조를 지닌 하나의 완전한 건축물을 꿈꾸었던 그는 뷔퐁의 박물학의 영향을 받아 여러 종의 동물들로 분화된 자연계와 마찬가지로 인간사회에도 각자가 속한 활동 영역에 따라 여러 가지 전형적인 인간이 존재함을 보여주고자 했다. 등장인물만 2천여 명이 넘는 《인간희극》은 대혁명 직후부터 1848년 2월 혁명 직전까지 프랑스 사회의 파노라마를 정치, 경제, 사회적 영역 뿐만 아니라 여성들의 내밀한 사적 영역까지 넘나들면서, 또한 파리 뿐만 아니라 지방과 시골까지 아우르면서 어느것 하나도 빼놓지 않고 기록하고자 한 발자크적 야심의 산물이다. 비록 계획했던 작품들로 온전히 채워지진 못했지만 《인간희극》은 프랑스 문학사에서 독보적인 위치를 차지하는 역작이 되기에 모자람이 없다. 그중에서도 《외제니 그랑데》를 포함하여 《고리오 영감》, 《사촌 베트》, 《골짜기의 백합》, 《마법 가죽》, 《루이 랑베르》, 《사라진 환상》, 《샤베르 대령》, 《세라피타》, 《미지의 걸작》 등이 많이 알려져 있다. 그 중에서도 <고리오 할아버지> <골짜기에 핀 백합> <사촌 누이 베트> 등이 유명하다. 그는 프랑스 자연주의 소설에 큰 영향을 미쳤다.
빚에 쫓기는 형편과는 별개로 스스로 ‘문학의 나폴레옹’이 되고자 했던 발자크는 글을 쓰기 위해 하루에 40잔 가까이 커피를 마신 것으로도 유명한데, 이런 극단적인 과도함은 그에게 돌이키기 힘든 심장질환을 안겨준다. 그의 소설에 등장하는 열정적인 주인공들과 마찬가지로 발자크의 삶은 작가적 재능을 위해서도, 또 어렵게 얻은 사랑을 위해서도 지나치게 빨리 소진되어 버린다. 익명의 여성독자로부터 받은 한 통의 편지에서 시작된 한스카 부인을 향한 발자크의 한결같은 사랑은 그녀의 남편이 사망한 뒤에도 8년이나 기다린 끝에 가까스로 결실을 맺는다. 20년 가까운 세월 동안 그녀에게 보낸 수많은 편지는 단순한 사랑의 증표를 넘어 발자크 문학세계의 세세한 이면을 들여다 볼 수 있는 중요한 자료가 되기도 한다. 그만큼 한스카 부인은 발자크의 삶에서 가장 중요한 의미를 차지하는 여성이었던 것이다. 그러나 발자크는 그녀와 결혼한 지 불과 5개월 만인 1850년 8월 18일 병세가 악화되어 세상을 떠나고 만다.

### 내용주
1. ↑  발자크는 아버지가 사망한 지 2년 뒤인 1831년 자신의 이름에 소사 'de'를 붙였다.
2. ↑  마리카롤린 뒤 프레네, 발자크의 딸로 추정, 1834년 6월 4일 사르트루빌에서 출생. 1930년 사망.[24]

1. ↑  Sa candidature est écartée le 11 janvier 1849 en faveur du duc de Noailles et le 18 janvier en faveur du comte de Saint-Priest (Pierrot 1994, 483-484쪽). Il avait envisagé de se présenter en septembre 1839, mais s'était désisté en faveur de Victor Hugo, qui n'avait d'ailleurs pas été élu (Pierrot 1994, 350쪽).

### 참조주
1. ↑  (앙드레 모루아 1965, 7쪽).
2. ↑  Sipriot 1992, 41쪽.
3. ↑  La Comédie humaine, dans Vannier 1984, 127쪽.
4. ↑  앙드레 모루아 1965, 160쪽.
5. ↑  앙드레 모루아 1965, 160쪽.
6. ↑  Rosen 1996, 205쪽.
7. ↑  Pierrot 1994, 409쪽.
8. ↑  Par exemple, Théorie de la démarche, p. 60-63.
9. ↑  Anne-Marie Baron (1990). 《Balzac cinéaste》. Méridiens Klinksieck. ISBN 2865632687. .
10. ↑  Voir par exemple La Muse du département, p. 373.
11. ↑  Gilles Visy, « Le Colonel Chabert » au cinéma, Université de Limoges, Publibook, 2003, p. Missing parameter/s! (Template:P.)23 ISBN 2748302109.
12. ↑  Prison de la Conciergerie dans La dernière incarnation de Vautrin.
13. ↑  La Maison Nucingen.
14. ↑  Histoire de la grandeur et de la décadence de César Birotteau.
15. ↑  Massimilla Doni.
16. ↑  바르베리 1973, 256쪽.
17. ↑  샤를 보들레르 1869, 177쪽.
18. ↑  샤를 보들레르 1869, 177쪽.
19. ↑  Picon 1956, 10쪽.
20. ↑  Béguin 1946, 46-59 et 171쪽.
21. ↑  Pierrot 1994, 225쪽.
22. ↑  Zweig 1950, 208 et 229쪽.
23. ↑  Maurois 1965, 240-241쪽
24. ↑  Pierrot 1994, 235-240쪽)
25. ↑  Picon 1956, 76 et 82쪽
26. ↑  Pierrot 1994, 485-486쪽.

## 참고

### 참고 문헌
- 이 문서에는 다음커뮤니케이션(현 카카오)에서 GFDL 또는 CC-SA 라이선스로 배포한 글로벌 세계대백과사전의 내용을 기초로 작성된 글이 포함되어 있습니다.
- 본 문서에는 지식을만드는지식에서 CC-BY-SA 3.0으로 배포한 책 소개글을 기초로 작성된 내용이 포함되어 있습니다.

#### 이 문서에서 인용한 참고 문헌 및 연구

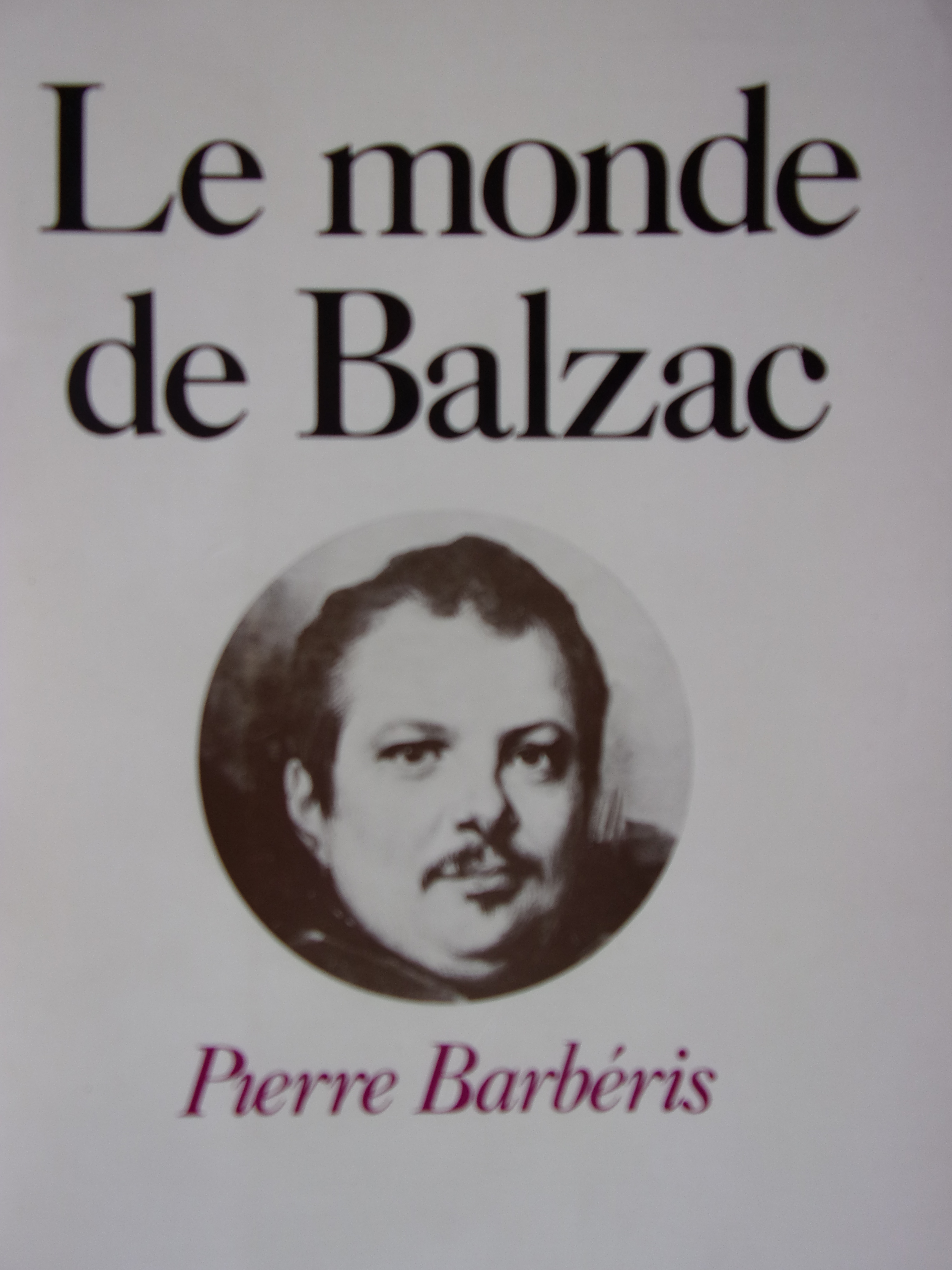
피에르 바르베리의 <발자크의 세계>. (발자크의 사진이 표지로 쓰인 초판.)

- 벨기에의 애서가이자 발자크에 대한 권위있는 전문가, 샤를 드 스푈베르흐 드 로뱅줄 후작의 여러 저서들.
- 공동 저작 (1952). 《발자크: 100주년 기념서Balzac: le livre du centenaire》. 파리: 플라마리옹 출판사. 330쪽.
- 마들렌 앙브리에르 (1999), 〈사색가 겸 견자 발자크Balzac penseur et voyant〉, 《발자크의 예술가들L'Artiste selon Balzac》, 파리: 파리뮈제, 56-76쪽

- 코로넬 아르노 (1923). “Les origines d'Honoré de Balzac”.
- 피에르 바르베리 (1970). 《Balzac et le mal du siècle (2 vol.)》. 파리: 슬라트킨. 2122쪽. ISBN 2-0510-1899-5.
- 피에르 바르베리 (1973). 《Le Monde de Balzac》 [발자크의 세계]. 파리: 키메. 603쪽. ISBN 2-84174-163-X. Barbéris 1973.
- 모리스 바르데슈 (1967). 《Balzac, romancier》. Genève: Slatkine. 639쪽. ISBN 2040153330. Bardèche 1967.
- 안마리 바롱; 장클로드 로메르 (2005). “Filmographie de Balzac”. Baron 2005.
- 롤랑 바르트 (1970). 《S/Z》. 파리: 쇠유 출판사. Barthes 1970.
- 샤를 보들레르 (1869). 《낭만주의 예술L’Art romantique》. 파리: 미셸 레비. 442쪽. Baudelaire 1869.
- 파트리시아 보두앵 (2008). 《Balzac journaliste et penseur du politique 1830-1850》. 파리: Atelier national de reproduction des thèses. Baudouin 2008.
- 알베르 베갱 (1946). 《Balzac visionnaire》. Genève: 알베르 스키라. 205쪽. Béguin 1946.
- 필리프 베르토 (1942). 《Balzac et la religion》. 파리: Slatkine. Bertault 1980.
- 르네 부비에 (1938). 《De quoi vivait Balzac》. 파리: Les Deux Rives. 131쪽. Bouvier 1938.
- 샹플뢰리 (1878). 《Balzac au collège》. 파리: A. Patay. 32쪽.
- 필라레트 샤를. 《Mémoires》. 파리 (Charpentier) et Genève: Slatkine Reprints. Chasles 1876.
- “Colloque Balzac des 6 et 7 novembre 1964”. 1965. Europe 1965. 2017년 8월 25일에 원본 문서에서 보존된 문서. 2019년 7월 15일에 확인함.
- 장루이 드가 (1998). 《La Vie prodigieuse de Bernard-François Balssa, père d'Honoré de Balzac》. Rodez: Subervie. 665쪽. ISBN 9782911381331. Dega 1998.
- 베르나데트 디외도네 (avril 1999). “De Balssa à Balzac : aux sources familiales de La Comédie humaine”. Dieudonné 1999.
- 니콜라 디소 (2012). 《Balzac, romancier du droit》. 파리: LexisNexis. ISBN 9782711017355. Dissaux 2012.
- 다니엘 뒤프렌 (1999). 《Balzac et les femmes》. 파리: Taillandier. 318쪽. ISBN 978-2-235-02210-1. Dufresne 1999.
- 클로드 뒤셰 (1982). 《Balzac, l’invention du roman》. 파리: Belfond. 298쪽. ISBN 2-7144-1460-5. Cerisy 1982.
- Juanita Helm Floyd (1926). 《Les Femmes dans la vie de Balzac》. 파리: Plon. 314쪽. Floyd.
- 프라피에마쥐르, 뤼시엔 (1982). 《Balzac, l’invention du roman》. 파리: Belfond. 288쪽. ISBN 2-7144-1460-5. Frappier 1982.
- 테오필 고티에 (1859). 《Honoré de Balzac》. 파리: Auguste Poulet-Malassis et Eugène de Broise. 177쪽. Gautier 1859.
- 테오필 고티에 (1874). 《Portraits contemporains》 [동시대 초상]. 파리: 샤르팡티에. 474쪽. Gautier 1874.
- 위베르 질로 (1928). “Le secret de l'étrangère”. 파리. Gillot 1928.
- 레옹 고즐랑. 《Balzac intime》. 파리: Librairie illustrée. 388쪽. ISBN 9782706814754. Gozlan 1886.
- 르네 기즈 (1964). “Balzac et le roman feuilleton”. Guise 1964.
- 베르나르 귀용 (1947). 《La Pensée politique et sociale de Balzac》. 파리: 아르망 콜랭. Guyon 1947.
- 브리지트 레알 (1999), 《chapitre=Ces Balzac de Picasso》, 파리: 파리-Musées, ISBN 2879004551, Léal 1999
- 페르낭 로트 (1961). “Le retour des personnages”. 파리: 가르니에: 281. Lotte 1961.
- 루카치 죄르지 (1967). 《Balzac et le réalisme français》. 파리: Maspero. Lukács 1967.
- 펠리시앵 마르소 (1955). 《발자크와 그의 세계Balzac et son monde》. 파리: Gallimard. 700쪽. ISBN 9782070706976. Marceau.
- 앙드레 모루아 (1965). 《프로메테우스 혹은 발자크의 생애Prométhée ou la vie de Balzac》. 파리: 아셰트 리브르.
- 폴 메타디에 (1990). “Les études sociales de Balzac”. Métadier 1990.
- 아를레트 미셸 (1978). 《Le Mariage chez Honoré de Balzac》. 파리: Les Belles Lettres. Michel 1978.
- 가에탕 피콩 (1956). 《Balzac par lui-même》. 파리: 쇠유 출판사. 191쪽. Picon 1956.
- 가에탕 피콩 (1958), 《Histoire des littératures》, 파리: 갈리마르, Picon 1958
- 앙드레 피에르 (1943). 파리: Garnier: 281. Pierre 1943. |제목=이(가) 없거나 비었음 (도움말)
- 로제 피에로 (1994). 파리: Fayard. 582쪽. ISBN 2-213-59228-4. Pierrot 1994. |제목=이(가) 없거나 비었음 (도움말)
- Elisheva Rosen (1996), 《chapitre=Le personnage et la poétique du roman balzacien》, Montréal: XYZ, Rosen 1996
- 주느비에브 뤽스통 (1909). 《La Dilecta de Balzac》. 파리: Plon. 272쪽. Ruxton 1909.
- 생 브리, 공자그 (2011). 《Balzac. Une vie de roman》. 파리: Éd. Télémaque. 446쪽. ISBN 9782753301351.
- 조르주 상드 (1872). 《Œuvres complètes de George Sand》. 파리: Lévy. Sand 1872.
- 시프리오, 피에르 (1992). 《Balzac sans masque》. 파리: Robert Laffont. 499쪽. ISBN 2-221-07017-8. Sipriot 1992.
- 샤를 드 스푈베르흐 드 로뱅줄 (1879). 《Histoire des œuvres d’Honoré de Balzac》. 파리: Calmann Lévy. Spœlberch 1879. .
- 로르 쉬르빌 (1858). 《Balzac, sa vie et ses œuvres d’après sa correspondance》. 파리: L’Harmattan. ISBN 2-7475-8188-8. Surville 1858.
- 이폴리트 텐 (1866). 《Nouveaux essais de critique et d’histoire》. 파리: Hachette. 396쪽. Taine 1866. .
- 스테판 바숑 (1992). 《Les Travaux et les Jours d'Honoré de Balzac》. 파리 et Montréal: Presses de l'Université de Montréal / Presses du CNRS. ISBN 2876820692. Vachon 1992.
- 스테판 바숑 (1996). 《Balzac, une poétique du roman》. Montréal: Université de Montréal / XYZ 출판사. ISBN 2892611709. Vachon 1996.
- 스테판 바숑 (1999). 《Honoré de Balzac》. 파리: Presses de l'Université de 파리-Sorbonne. 559쪽. ISBN 2-84050-159-7. Vachon 1999.
- 질 바니에 (1984). 《Dictionnaire des littératures de langue française》. 파리: Bordas. ISBN 2040153330. Vannier 1984.
- 에드몽 베르데 (1859). 《Portrait intime de Balzac》. 파리: E. Dentu. Werdet 1859.
- 슈테판 츠바이크 (1996). 《Balzac》. 파리: Librairie générale française. 508쪽. ISBN 9782253139256. Zweig 1950.

### 같이 보기
- Chronologie de la vie d'Honoré de Balzac.
- Le Diable à Paris, parodie humoristique de La Comédie humaine, en collaboration avec Hetzel.
- La Mort de Balzac d'Octave Mirbeau (ouvrage disponible sur Wikisource).

### 외부 문서
- “Recherche hypertextuelle dans La Comédie humaine”. 2009년 5월 3일에 원본 문서에서 보존된 문서. 2019년 7월 15일에 확인함.
- “Balzac. La Comédie humaine. Édition critique en ligne”. 2008년 7월 25일에 원본 문서에서 보존된 문서. 2019년 7월 15일에 확인함.
- “Texte intégral de l’édition Furne de La Comédie humaine”. 2008년 5월 25일에 원본 문서에서 보존된 문서. 2019년 7월 15일에 확인함.
- “Le Groupe international de recherches balzaciennes”. 2019년 7월 15일에 원본 문서에서 보존된 문서. 2019년 9월 1일에 확인함.
- “La Comédie humaine”.  (livres gratuits, disponibles en : html, epub, kindle, texte)